# Cody Rhodes
Cody Garrett Runnels Rhodes, nato Cody Garrett Runnels e meglio noto come Cody Rhodes (Charlotte, 30 giugno 1985), è un wrestler statunitense, sotto contratto con la WWE.
In carriera ha detenuto due volte il WWE Championship, due volte l'Intercontinental Championship, quattro volte il Raw Tag Team Championship (due volte con Goldust, una volta con Drew McIntyre e una volta con Jey Uso), una volta il Crown Jewel Championship, una volta lo SmackDown Tag Team Championship (con Jey Uso), tre volte il World Tag Team Championship (due volte con Ted DiBiase Jr. e una volta con Hardcore Holly) ed è stato vincitore del edizioni 2023 e 2024 del royal rumble match.
Ha inoltre vinto l'edizione 2025 del King of the Ring.
Ha inoltre detenuto una volta ciascuno il ROH World Championship e l'NWA Worlds Heavyweight Championship.
Nel 2019 è stato uno dei membri fondatori della All Elite Wrestling, federazione in cui ha detenuto tre volte il TNT Championship e ha svolto anche il ruolo di vice presidente esecutivo.

## Biografia
Cody Runnels è un wrestler di seconda generazione, essendo il figlio di Dusty Rhodes e fratellastro di Dustin.

## Carriera

### WWE (2006–2016)

#### Ohio Valley Wrestling (2006–2007)
Cody Runnels ha firmato un contratto di sviluppo con la World Wrestling Entertainment nel giugno del 2006, all'età di ventuno anni. Il 13 maggio fatto il suo debutto nel territorio di sviluppo della WWE, l'Ohio Valley Wrestling, sconfiggendo in coppia con Elijah Burke Jack Bull e Pat Buck. L'11 agosto lui e il padre Dusty Rhodes hanno sconfitto Stevens e James. Insieme a Shawn Spears ha vinto l'OVW Southern Tag Team Championship, ma il titolo è stato dichiarato vacante dopo che un match si è concluso in pareggio. Il 6 dicembre Runnels e Spears hanno lottato per il titolo vacante contro gli Untouchables, ma non sono riusciti a riconquistare il titolo, che hanno però vinto una settimana più tardi in uno Street Fight match. Sono rimasti campioni fino all'11 aprile 2007, quando sono stati sconfitto da Charles Evans e Justin LaRouche.
Nel frattempo il 17 febbraio aveva sconfitto Mike Kruel per l'OVW Heavyweight Championship e Spears, poco tempo dopo, aveva conquistato anche l'OVW Television Championship, arrivando quindi a detenere tutti i titoli della federazioni contemporaneamente. Dopo aver perso i titoli ha iniziato una faida con Spears che è culminata in un Golden Envelope on a Pole match vinto da Rhodes, che ha poi sfidato Spears per il Television Championship che ha vinto il 6 luglio, ma perso una settimana dopo contro lo stesso Spears.

#### Alleanza con Hardcore Holly (2007–2008)

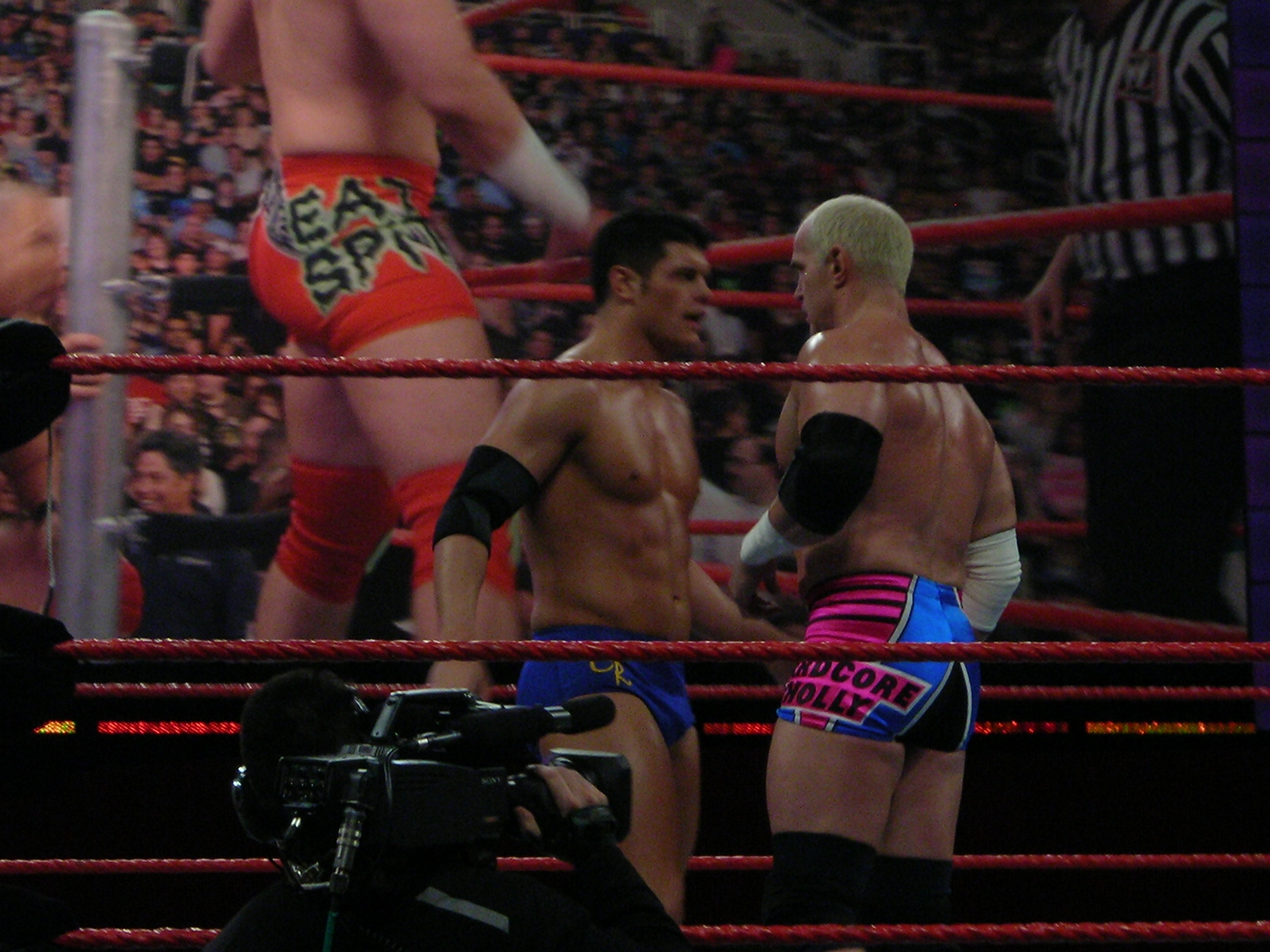
Cody Rhodes insieme a Hardcore Holly nel 2008

Nella puntata di Raw del 2 luglio 2007 Runnels ha fatto il suo debutto televisivo, usando il ring name di Cody Rhodes, in un segmento nel backstage con suo padre Dusty Rhodes e Randy Orton, che ha introdotto se stesso a Rhodes e poi ha schiaffeggiato Dusty per avergli mancato di rispetto. Nella puntata di Raw del 9 luglio Rhodes si è vendicato schiaffeggiando a sua volta Orton, che ha affrontato la settimana seguente a Raw nel suo match di debutto nella WWE, ma è stato sconfitto. Rhodes è apparso a The Great American Bash per prevenire un ulteriore attacco di Orton nei confronti di suo padre. La notte successiva a Raw ha sfidato Orton in una rivincita della settimana precedente, ma ha perso nuovamente. Successivamente ha iniziato una faida con Daivari, che ha sconfitto nella puntata di Raw del 30 luglio per ottenere un posto di lavoro. Nel mezzo di questa rivalità Rhodes ne ha iniziata un'altra con il World's Greatest Tag Team, riuscendo a sconfiggere entrambi i membri del tag team, Charlie Haas e Shelton Benjamin, in match singoli. Le rivalità con Daivari e il World's Greatest Tag Team si sono concluse quando Rhodes, Paul London e Brian Kendrick li hanno sconfitti in un six-man tag team match. La settimana successiva a Raw ha fatto coppia con Mickie James per sconfiggere Daivari e Jillian Hall in un mixed tag team match. Tre settimane più tardi ha iniziato una faida con Hardcore Holly, con cui ha perso tre match consecutivi, ma nonostante ciò ha guadagnato il rispetto di Holly e i due hanno formato un tag team. Rhodes e Holly hanno ottenuto un'opportunità titolata per il World Tag Team Championship dopo aver sconfitto Paul London e Brian Kendrick e gli Highlanders in un match esclusivo sul sito ufficiale della WWE. A Survivor Series Rhodes ha debuttato in pay-per-view in coppia con Hardcore Holly, ma i due hanno perso contro i campioni in carica, Lance Cade e Trevor Murdoch.
Rhodes ha affrontato Holly per la quarta volta nella puntata di Raw del 19 novembre ed è riuscito a sconfiggerlo per la prima volta, ma successivamente entrambi sono stati attaccati da Randy Orton. Rhodes e Holly hanno vinto il World Tag Team Championship quando hanno sconfitto Lance Cade e Trevor Murdoch nella puntata del quindicesimo anniversario di Raw. La settimana seguente a Raw hanno difeso con successo il titolo nella loro prima difesa contro gli ex campioni.

#### Alleanza con Ted DiBiase Jr. (2008–2009)
Nel maggio 2008 Ted DiBiase ha iniziato una faida con Rhodes e Holly per il titolo, ma a Night of Champions Rhodes ha effettuato un turn heel attaccando Holly e rivelandosi successivamente come il compagno di DiBiase e conquistando il suo secondo World Tag Team Championship. Dopo aver mantenuto il World Tag Team Championship per un mese, Rhodes e DiBiase hanno perso il titolo contro John Cena e Batista nella puntata di Raw del 4 agosto. La settimana seguente a Raw, tuttavia, Rhodes e DiBiase hanno usato la loro clausola di rivincita vincendo per la seconda volta il World Tag Team Championship. Nel mese di settembre Rhodes e DiBiase hanno unito le forze con Manu, formando una stable di wrestler multi-generazionali. Rhodes e DiBiase hanno perso il World Tag Team Championship contro Kofi Kingston e CM Punk nella puntata di Raw del 27 ottobre, . Nella puntata di Raw del 3 novembre Rhodes, DiBiase e Manu hanno iniziato una storyline con Randy Orton, il quale gli ha costantemente criticati e insultati attaccando DiBiase. Alle Survivor Series Rhodes, insieme a Orton, è stato l'ultimo sopravvissuto della squadra di quest'ultimo nell'annuale 5-on-5 elimination tag team match. Nelle settimane seguenti Rhodes e Manu hanno accettato l'offerta di Orton alleandosi con quest'ultimo e hanno formato la "Legacy"; che ha debuttato in un 2-on-3 handicap match contro Batista e Triple H. Orton ha iniziato a fare dei test ai membri della Legacy in cui dovevano dimostrare il loro valore e dopo due settimane Manu e Sim Snuka sono stati esclusi dal gruppo.

#### The Legacy (2009–2010)

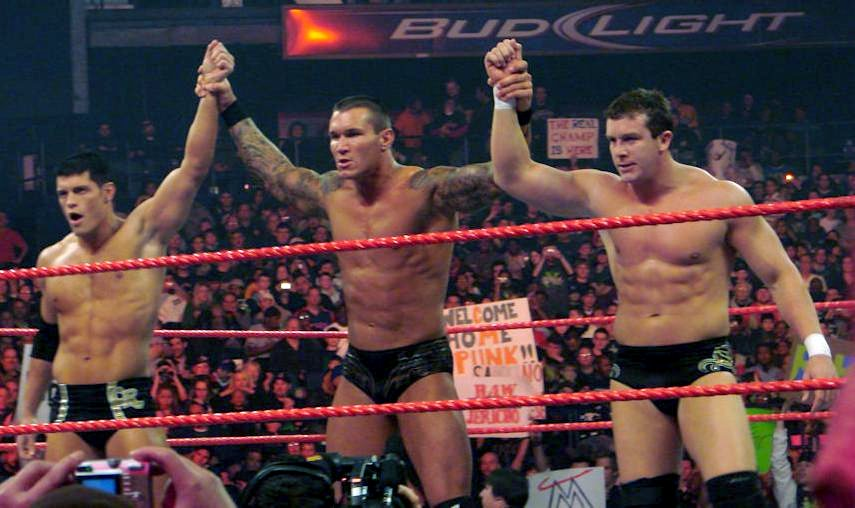
La Legacy nel 2009: Cody Rhodes, Randy Orton e Ted DiBiase, Jr.

Nella puntata di Raw del 12 gennaio 2009 Manu e Snuka hanno dato un'opportunità a Rhodes di unirsi a loro per attaccare Orton, insieme al rientrante DiBiase, ma Rhodes ha rifiutato. DiBiase si è poi unito a Orton e Rhodes attaccando Snuka e Manu per diventare un membro della Legacy. In quanto membro della Legacy, Rhodes è entrato nel Royal Rumble match per aiutare Orton a vincere il match, riuscendo a rimanere tra gli ultimi tre prima di essere eliminato da Triple H. Rhodes e DiBiase sono stati in seguito coinvolti nella rivalità di Orton con la famiglia McMahon, aiutandolo ad attaccare Shane e Stephanie McMahon. Il 26 aprile a Backlash Rhodes, DiBiase e Orton hanno sconfitto Triple H, Batista e Shane McMahon in un six-man tag team match e, come da stipulazione, Orton ha vinto il WWE Championship. Per tutta la seconda metà del 2009, Rhodes e DiBiase hanno continuato a combattere e attaccare i rivali di Orton, soprattutto Triple H. Ciò ha portato Triple H a riformare la D-Generation X con Shawn Michaels, che ha sconfitto Rhodes e DiBiase a SummerSlam. Rhodes e DiBiase hanno sconfitto la DX nel seguente pay-per-view, Breaking Point in un submission count anywhere, ma sono stati sconfitti ancora una volta dalla DX in un Hell in a Cell match nell'omonimo pay-per-view, quando Rhodes è stato schienato dopo aver subìto un colpo di martello in testa. Dopo il match, Rhodes è stato portato via in barella.
I primi problemi all'interno della Legacy sono iniziati apparentemente alla Royal Rumble del 2010, quando Rhodes ha provato a interferire nell'incontro valido per il WWE Championship tra Orton e Sheamus. L'arbitro ha di fatto squalificato Orton, che ha in seguito attaccato sia Rhodes sia DiBiase. Nella puntata di Raw del 15 febbraio, Orton ha nuovamente affrontato Sheamus in un non-title match, ma è stato squalificato ancora una volta a causa dell'interferenza di Rhodes e DiBiase. A Elimination Chamber, nell'omonimo match per il WWE Championship, Rhodes ha compiuto un'interferenza passando a DiBiase un tubo attraverso la gabbia che ha permesso a DiBiase di colpire Orton sulla testa per poi eliminarlo dall'incontro. La notte seguente a Raw, Orton ha attaccato Rhodes e DiBiase durante il six-man tag team match, per poi essere attaccato da quest'ultimi la settimana successiva a Raw. Ciò ha portato a un Triple threat match a WrestleMania XXVI, che è stato vinto da Orton.

#### Alleanza con Drew McIntyre (2010–2011)
Nel draft supplementare svoltosi il 27 luglio 2010, Rhodes è passato nel roster di SmackDown. Rhodes ha fatto il suo debutto nella puntata di SmackDown del 30 aprile sconfiggendo John Morrison. La settimana successiva a SmackDown, Rhodes ha preso parte a un torneo per il vacante Intercontinental Championship, che ha perso contro Christian nelle semifinali. In seguito è diventato il Pro di Husky Harris nella seconda stagione di NXT.
Nella puntata di SmackDown del 25 giugno, Rhodes ha assunto il personaggio di un narcisista, dichiarando di essere il wrestler più bello della WWE rinominandosi "Dashing" Cody Rhodes. Nel mese di settembre, Rhodes e Drew McIntyre hanno attaccato Christian e Matt Hardy dopo un match, formando un'alleanza. A Night of Champions sempre nel mese di settembre, Rhodes e McIntyre hanno conquistato il WWE Tag Team Championship in un Tag Team Turmoil match, che ha incluso la Hart Dynasty, gli Usos, Santino Marella e Vladimir Kozlov, e Evan Bourne e Mark Henry. A Bragging Rights, Rhodes e McIntyre hanno perso il titolo di coppia contro il Nexus (John Cena e David Otunga). Nella puntata di SmackDown del 29 ottobre, dopo aver perso un tag team match, Rhodes e McIntyre hanno concluso la loro alleanza.

#### Intercontinental Champion (2011–2012)

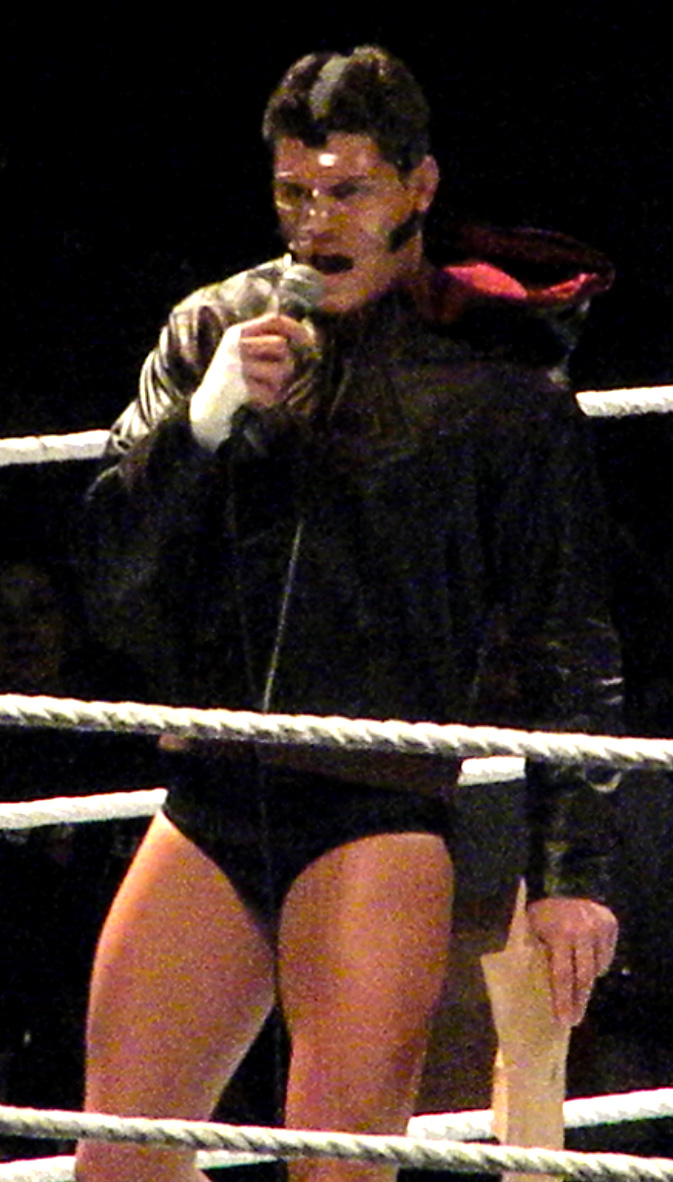
Cody Rhodes con la maschera protettiva nel 2011

Nel gennaio 2011, Rhodes ha affrontato Rey Mysterio in un match, durante il quale Mysterio ha colpito Rhodes sul volto ropendogli il setto nasale, ciò ha portato Rhodes a dichiarare di non essere più affascinante e che ha richiesto un intervento ricostruttivo facciale. Torna nella puntata di SmackDown! del 25 febbraio attaccando brutalmente Rey Mysterio, grazie alla complicità di suo padre Dusty Rhodes, rimuovendo addirittura la maschera al messicano. Fa il suo ritorno sul Ring nelle settimane successive a Smackdown! con un attire diverso, poiché oltre alla maschera di protezione al naso, combatte con abito elegante, con grande aggressività e senza il soprannome "Dashing". Il suo obiettivo è Rey Mysterio ed i due si affronteranno poi a WrestleMania XXVII, dove a prevalere a sorpresa è proprio Cody. Nella puntata di SmackDown! del 15 aprile, partecipa alla battle royal per decretare lo sfidante di Alberto Del Rio a WWE Extreme Rules nel match valido per il World Heavyweight Championship, ma viene eliminato da Rey Mysterio. A Extreme Rules affronta Rey Mysterio in un "Falls Count Anywhere" dove viene sconfitto.
Dopo il passaggio di Rey Mysterio a Raw tramite il draft, nella puntata di SmackDown del 13 maggio, sconfigge il suo ex tag team partner Ted DiBiase. Dopo questo match si riunisce a Ted DiBiase. In seguito a ciò all'inizio ogni show si fa aiutare da alcuni dipendenti a distribuire al pubblico in prima fila i sacchetti di carta con funzione da maschera (massimo segno di umiliazione) facendogli anche da manager a bordo ring, per poi alla fine del match attaccare ogni volta l'avversario dell'amico con la Cross Rhodes per poi posizionarlo tramortito tra la prima e la seconda corda e mettergli il famoso sacchetto in testa. Le vittime sono state Trent Beretta e Daniel Bryan con cui inizia un feud. Alla fine a vincere la faida sarà proprio Bryan.
Il 1º luglio, Rhodes ottiene un'importante vittoria contro il Campione Intercontinentale Ezekiel Jackson. A WWE Money in the Bank non riesce a vincere il Money in The Bank Ladder Match di Smackdown vinto da Daniel Bryan. Nella puntata di SmackDown del 12 agosto sconfigge Ezekiel Jackson in un match valido per il WWE Intercontinental Championship conquistando la cintura per la prima volta in carriera. La settimana dopo, difende la sua cintura dall'assalto dell'ex campione. La stessa sera, partecipa alla battle royal per decretare lo sfidante di Randy Orton per il World Heavyweight Championship a Night of Champions, ma viene eliminato sempre da Jackson. Nella successiva puntata di SmackDown decide la fine dell'alleanza con Ted DiBiase, attaccandolo dopo il match perso contro Randy Orton. A WWE Night of Champions difende con successo il WWE Intercontinental Championship contro Ted DiBiase.
Nella puntata di SmackDown del 23 settembre vince per squalifica contro Randy Orton, ma dopo il match viene attaccato in modo brutale da un furioso The Viper il quale lo riduce letteralmente a una maschera di sangue. Nella puntata di Raw del 26 settembre interrompe un discorso del COO Triple H, lamentandosi dell'attacco di Randy Orton della settimana passata e insulta anche lo stesso King Of Kings che in risposta lo fa combattere in una 10-Men Battle Royal con il titolo intercontinentale in palio. Rhodes riesce a vincere la Battle Royal e a conservare il titolo eliminando per ultimo Sheamus, grazie all'interferenza di Christian. Nella puntata di SmackDown del 23 settembre affronta Sheamus per il Titolo Intercontinentale e perde per squalifica dopo l'intervento di Christian ai danni del Guerriero Celtico, conservando così il titolo. A fine serata attacca Randy Orton dopo il match contro Christian finito in Double Count-out. A Hell in a Cell difende il titolo Intercontinentale contro John Morrison. Inoltre sfoggia una nuova versione del titolo intercontinentale, nelle sembianze dell'originale WWF Intercontinental Heavyweight Championship. A Vengeance perde contro Randy Orton. Da qui in poi si priva della maschera e torna ad essere il personaggio di prima. Il 7 novembre, a Raw, viene annunciato che Cody farà parte del Team Barrett, composto da lui, Jack Swagger, Wade Barrett, Hunico e Christian contro il Team Orton, formato da Randy Orton, Sheamus, Sin Cara, Mason Ryan e Kofi Kingston a Survivor Series nel 5-on-5 Traditional Survivor Series Tag Team match. Nel match delle Survivor Series batte il team Orton ed è l'unico a sopravvivere insieme a Wade Barrett.
Inizia quindi un feud contro Booker T, feud che coinvolgerà anche Goldust, suo fratello nella vita reale; a WWE TLC vince contro Booker T e si riconferma Intercontinental Champion. Al pay-per-view Royal Rumble prende parte all'omonimo match, entrando con il numero 4. Dopo un'ottima prestazione (43 minuti sul ring, e 6 eliminazioni), viene eliminato insieme a The Miz da Big Show. Al pay-per-view Elimination Chamber entra con il numero 3 nell'Elimination Chamber Match di Smackdown per il World Heavyweight Championship, ma viene eliminato da Santino Marella con un Roll up.
Il 20 febbraio a Raw prende parte alla Ten-Man Battle Royal per decidere lo sfidante di CM Punk per il WWE Championship a WrestleMania XXVIII, ma viene eliminato da Big Show. Successivamente aiuta Chris Jericho ad eliminare lo stesso Big Show, concedendogli la vittoria. Quest'ultimo si arrabbia e lo insegue nel backstage dando così inizio a un feud tra i due. A WrestleMania viene sconfitto da Big Show perdendo così la sua cintura.
A Extreme Rules, vince contro Big Show ritornando campione intercontinentale. Il gigante mette la gamba d'appoggio sul tavolo rompendolo, quindi a trionfare è Cody. Nella puntata di Raw del 7 maggio, difende il titolo intercontinentale contro Big Show per count-out. A Over the Limit viene sfidato dal rientrante Christian a mettere in palio l'Intercontinental Championship e viene sconfitto perdendo così la cintura. A No Way Out, viene sconfitto da Christian e non riesce a riconquistare il titolo intercontinentale. A Money in the Bank non riesce a conquistare la preziosa valigetta, la quale è vinta da Dolph Ziggler.
Inizia quindi una faida contro Sin Cara. Spiega su Twitter la ragione che lo ha spinto ad iniziarlo: la maschera. Infatti Rhodes vuole smascherare il lottatore messicano per far vedere in realtà dietro alla maschera di Sin Cara si nasconde un viso brutto e meno affascinante del suo. A Night of Champions non riesce a vincere il titolo ed è colui che subisce lo schienamento decisivo. Il 21 settembre a SmackDown sconfigge Daniel Bryan.

#### Alleanza con Damien Sandow (2012–2013)

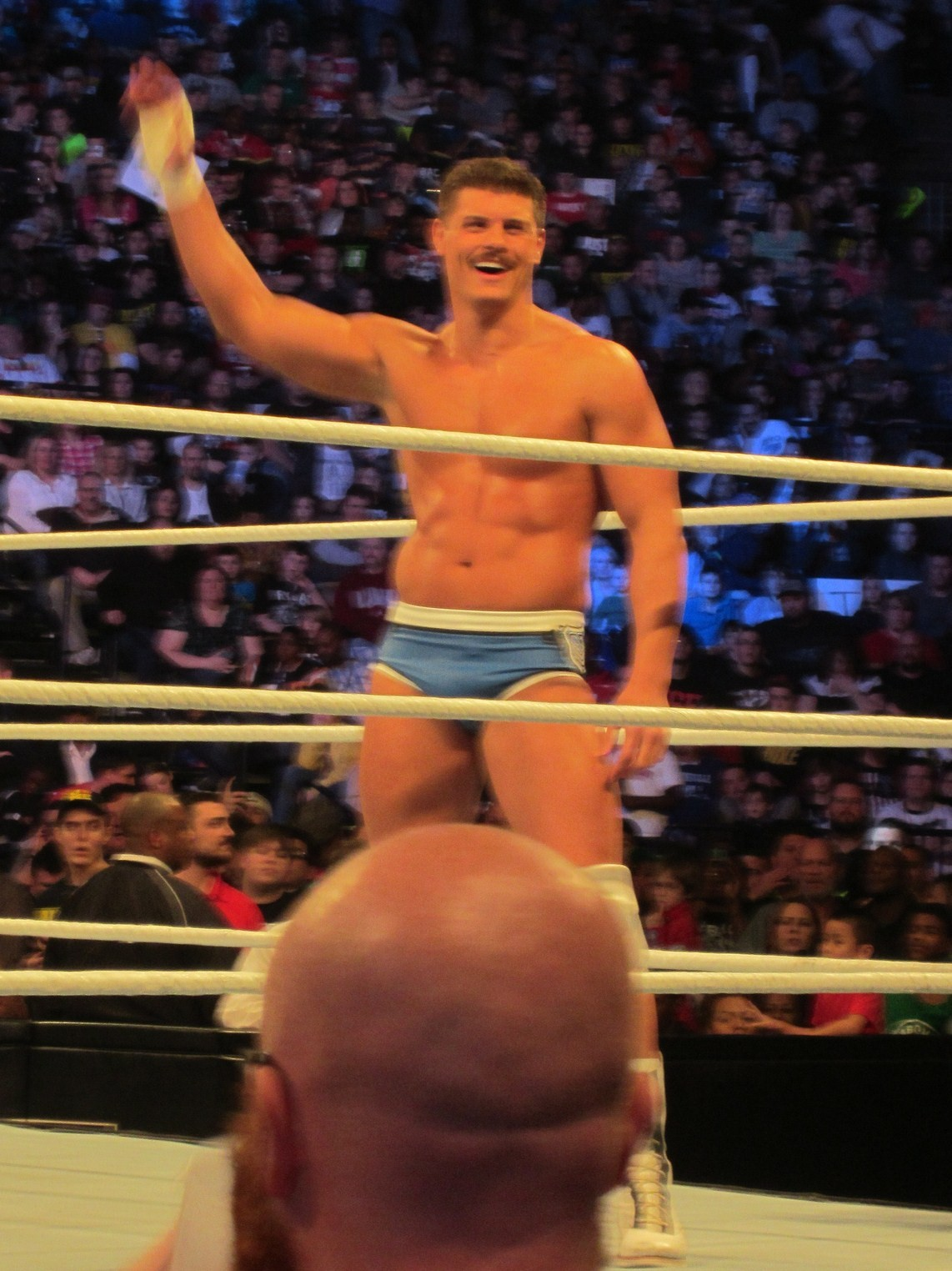
Cody Rhodes nel 2013

Nella puntata di Raw del 24 settembre, Cody e Damien Sandow attaccano alle spalle Kane e Daniel Bryan. Successivamente, Cody annuncia la sua alleanza ufficiale con Sandow formando il Team Rhodes Scholars e dichiarando che presto saranno i campioni di coppia.
Ad Hell in a Cell i Rhodes Scholars sconfiggono, ma solo per squalifica, il Team Hell No che quindi rimane campione di coppia. Nella puntata di Main Event del 14 novembre, i Rhodes Scholars tentano ancora l'assalto ai titoli, ma vengono sconfitti da Bryan e Kane; durante il match Cody si infortuna dopo aver subito un Back Body Drop da Kane saltando le Survivor Series : il suo posto viene preso da David Otunga.
Alla Royal Rumble, i Rhodes Scholars vengono sconfitti dal Team Hell No in un match valido per le cinture. La stessa sera, Rhodes prende parte alla Royal Rumble entrando con il numero 3, venendo eliminato dopo 27 minuti da John Cena. A SmackDown, dopo una decisione difficile, Sandow e Rhodes rompono il loro team, aggiungendo però che resteranno sempre migliori amici. Ricominciano dunque le carriere individuali per i due.
A Money in the Bank, dopo il miglior match di tutta la sua carriera, ricevendo una grandissima ovazione dal pubblico, viene tradito crudelmente dal suo ex miglior amico Damien Sandow, che gli costa la vittoria del Money in the Bank Ladder Match contract per il World Heavyweight Championship. La notte dopo a Raw, Rhodes attacca Sandow e a SmackDown viene chiamato dallo stesso ex amico sul ring. Sandow nomina Rhodes "protettore della valigetta" e, dopo un primo momento in cui sembra che questi accetti e si riappacifichi con lui, lo colpisce con la valigetta alla testa confermando il suo turn face. Riesce a sconfiggere Damien Sandow a SummerSlam. Nella puntata del 2 settembre viene sconfitto da Randy Orton in un match molto combattuto, dove, per stipulazione, se avesse perso, sarebbe stato licenziato.

#### Alleanza con Goldust (2013–2014)
Il 23 settembre a Raw, insieme a suo fratello Goldust, attacca lo Shield. A Battleground 2013 insieme a Goldust batte in un tag team match con stipulazione speciale lo Shield ritornando a lavorare in WWE. Nella puntata di Raw del 14 ottobre diventa campione di coppia insieme a suo fratello sconfiggendo Seth Rollins & Roman Reigns con l'aiuto di Big Show. Nella puntata di Smackdown del 18 ottobre Cody, in coppia con Goldust e Daniel Bryan, sconfigge lo Shield. Nella puntata di Smackdown del 25 ottobre Cody Rhodes insieme a Goldust, Big E Langston e Daniel Bryan sconfiggono lo Shield e Randy Orton in un 8-man tag team match. A Hell in a Cell Cody Rhodes e Goldust mantengono i titoli di coppia sconfiggendo lo Shield e gli Usos. Nell'edizione di Raw del 28 ottobre i Rhodes Brothers vengono sconfitti dai Real Americans in un Non Title Match. Nella puntata di SmackDown del 1º novembre i Rhodes Brothers e John Cena sconfiggono Damien Sandow e i Real Americans. Nella puntata di Raw del 4 novembre i due Rhodes e John Cena sconfiggono di nuovo Sandow e i Real American in un 6-man tag team match. Nella puntata di Raw del 18 novembre i Rhodes Brothers gli Usos, Daniel Bryan e CM Punk sconfiggono la Wyatt Family e lo Shield in un 12-man tag team match.
A Survivor Series nel 5 vs 5 Traditional Survivor Series Elimination Tag Team match, Cody viene eliminato da Roman Reigns e il suo team perde perché Reigns elimina nel finale Rey Mysterio con la Spear. Nella puntata di WWE Raw del 25 novembre i Rhodes Brothers e Rey Mysterio perdono contro lo Shield in un 6 Man Tag Team Match. Nella puntata di Raw del 2 dicembre la The Rhodes Dynasty e The Big Show perdono contro lo Shield.
Nella puntata di SmackDown del 20 dicembre Cody Rhodes e Goldust perdono contro Luke Harper e Erick Rowan. A fine match la Wyatt Family prova ad attaccare i Tag Team Champion, ma Daniel Bryan interviene in salvataggio. Viene annunciato quindi un Six-Man Tag Team match con Daniel Bryan e i fratelli Rhodes contro la Wyatt Family. Il match viene vinto dal team face grazie ad un Knee Plus di Bryan. Nella puntata di WWE Raw del 23 dicembre Cody Rhodes, Daniel Bryan e Goldust vengono sconfitti dalla Wyatt Family. Nella puntata di SmackDown del 27 dicembre Cody Rhodes perde contro Antonio Cesaro. A Royal Rumble perde insieme a Goldust i Tag Team Champioship contro i New Age Outlaws.
Nella puntata di Raw successiva al PPV la Brotherhood perde contro i New Age Outlaws non riuscendo a riconquistare i titoli di coppia. A Elimination Chamber nel Kickoff Cody e Goldust sconfiggono Curtis Axel e Ryback. A WrestleMania XXX prende parte alla battle royal dedicata ad André The Giant non riuscendo a vincerla venendo eliminato da Alberto Del Rio. A Payback la Brotherhood viene sconfitta dai RybAxel. A seguito di questa sconfitta Cody dice al fratello che si sarebbe impegnato a cercargli un tag-team partner migliore di lui: nelle settimane successive gli affianca R-Truth, Sin Cara e Kofi Kingston, senza che però Goldust riesca a vincere.

#### Stardust (2014–2016)

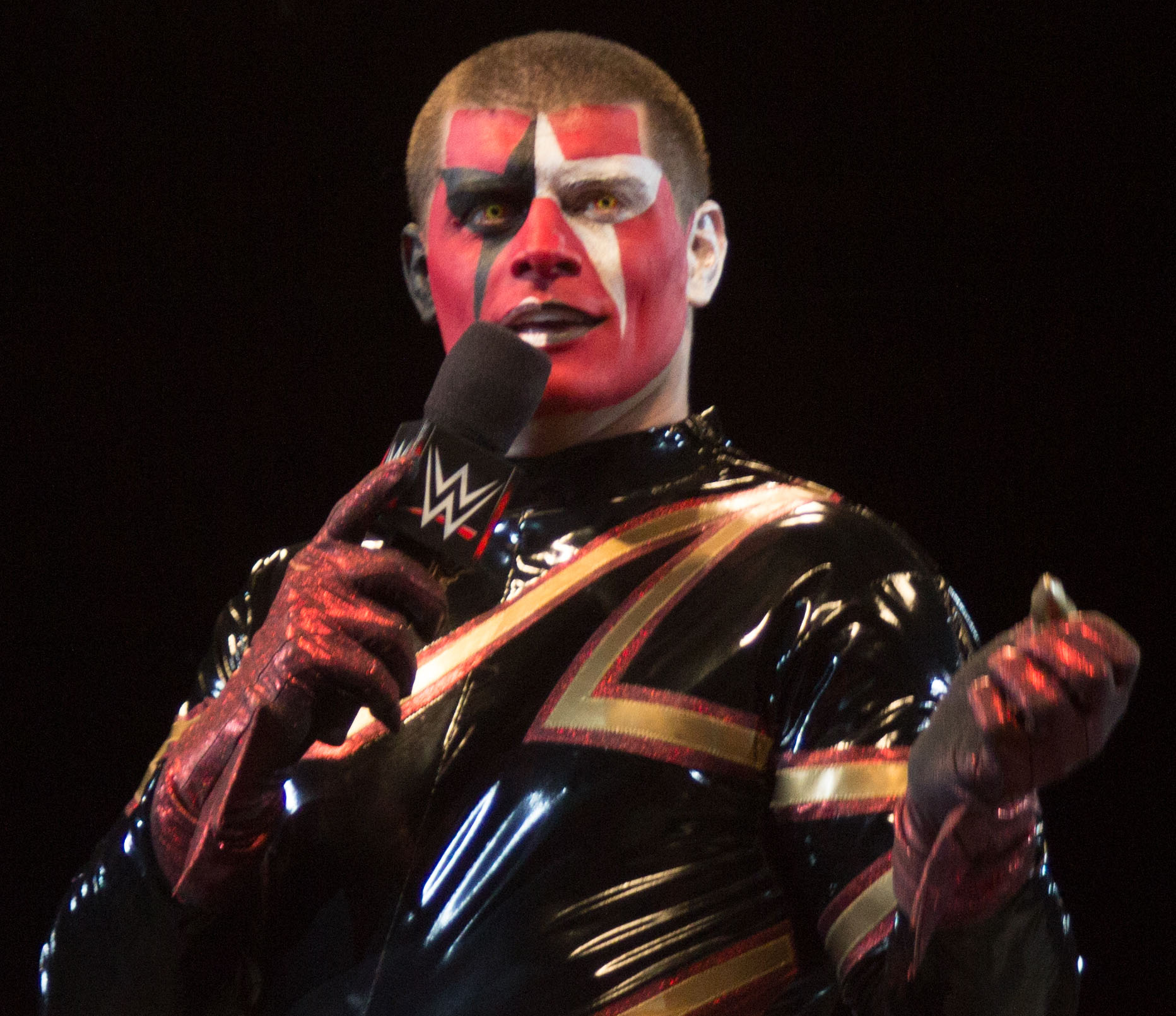
Stardust nel 2015

Nella puntata di Raw del 16 giugno si presenta con una nuova gimmick, quella di Stardust, con un abbigliamento molto simile a quello di Goldust, al fianco del fratello nel match contro i RybAxel, vincendo il match e ponendo fine alla crisi. A Money in the Bank il duo sconfigge i RybAxel. Nella puntata del 25 agosto alla fine di un match di coppia valevole per i titoli di coppia contro gli Usos, finito però per count-out, Stardust e Goldust decidono di infierire sui fratelli samoani facendo presagire ad un turn heel. A Night of Champions, Stardust e Goldust diventano i nuovi campioni di coppia WWE sconfiggendo gli Usos. A Hell in a Cell difendono con successo i WWE Tag Team Championship dall'assalto degli Usos. Alle Survivor Series perdono i titoli di coppia per mano di The Miz e Damien Mizdow in un Fatal 4-way tag team match che ha incluso gli Usos e i Los Matadores. La notte seguente a Raw non riescono a riconquistare i Titoli venendo sconfitto dai neo campioni The Miz e Damien Mizdow. Nel kick-off di TLC Gold & Stardust vengono sconfitti dai due membri del New Day composto da Big E e Kofi Kingston. Nella puntata di SmackDown del 9 gennaio 2015, partecipano ad un Triple threat tag team match valido per i WWE Tag Team Championship contro The Miz e Damien Mizdow e contro gli Usos dove a vincere sono questi ultimi che mantengono le cinture. A Royal Rumble prende parte al Royal Rumble match entrando con il numero 13, ma viene eliminato da Roman Reigns. Nella puntata di Raw del 2 febbraio, Stardust e Goldust vengono sconfitti dagli Ascension, dopo il match iniziano i primi screzi tra i due dopo che Goldust ha chiamato suo fratello "Cody", quest'ultimo dice di non chiamarlo mai più Cody. Nella puntata di Raw del 16 febbraio, dopo aver perso contro il New Day, Stardust attacca Goldust con una Cross Rhodes. A Fastlane, viene sconfitto da Goldust. A causa dello scarso interesse del pubblico, la faida tra i due fratelli è stata subito accantonata e a WrestleMania 31, invece del match definitivo tra i due, Goldust partecipa alla Andrè the Giant Memorial Battle Royal, mentre Stardust prende parte al Ladder match valido per l'Intercontinental Championship che viene vinto da Daniel Bryan. Nella puntata di Raw del 6 aprile fallisce l'assalto allo United States Championship venendo sconfitto da John Cena.
Nella puntata di Raw del 27 aprile Stardust partecipa al torneo King of the Ring, venendo sconfitto ai quarti di finale da R-Truth. Proprio per quella sconfitta inizia una faida con quest'ultimo, ma viene sconfitto da R-Truth nel kick-off di Payback. Nel kick-off di Elimination Chamber sconfigge Zack Ryder. A SummerSlam Stardust e King Barrett vengono sconfitti da Neville e Stephen Amell. Nella puntata di SmackDown del 3 settembre si allea con gli Ascension formando i Cosmic Wasteland. A Night of Champions, nel kick-off, Stardust e gli Ascension sconfiggono Neville e Lucha Dragons in un six-man tag team match. All'inizio di dicembre ha cominciato una faida con Titus O'Neil, ma in tutte le occasioni è stato quest'ultimo a trionfare.
Nella puntata di Raw del 15 febbraio 2016 Stardust ha avuto l'opportunità di conquistare l'Intercontinental Championship, senza avere però successo, in un match che includeva anche il campione Dean Ambrose, Tyler Breeze, Kevin Owens e Dolph Ziggler. Ha successivamente una nuova occasione di conquistare l'Intercontinental Championship il 3 aprile a WrestleMania 32 in un Ladder match che includeva, oltre al campione Kevin Owens, anche Dolph Ziggler, Sin Cara, The Miz, Sami Zayn e Zack Ryder, dove è quest'ultimo a trionfare. Lottò il suo ultimo match in WWE il 28 aprile a SmackDown, dove viene sconfitto da Apollo Crews.
il 21 maggio attraverso Twitter dichiarò di aver chiesto alla WWE di essere liberato dal proprio contratto e il giorno successivo viene accontentato.

### Total Nonstop Action Wrestling (2016–2017)
Il 22 settembre viene annunciato dalla Total Nonstop Action Wrestling la presenza a Bound For Glory di Cody e sua moglie Brandi Rhodes. Il 2 ottobre a Bound for Glory (2016) i due debuttano attaccando Mike Bennett e Maria Kanellis alla fine del match tra quest'ultima e Gail Kim per il TNA Knockout's Championship. Nell'episodio del 6 ottobre di Impact dichiara senza giri di parole di essere venuto in TNA per vincere l'alloro massimo della compagnia, ma viene attaccato da Bennett e scoppia una rissa. Nell'episodio del 13 ottobre debutta nel ring sconfiggendo Mike Bennett. La settimana successiva sfida senza successo Eddie Edwards per il TNA World Heavyweight Championship e a fine match lui e sua moglie vengono attaccati alle spalle da Bennett e Maria. Cody e Brandi chiudono la rivalità con The Miracle e consorte la settimana seguente battendoli in un Mixed Tag Team match, ma viene attaccato durante i festeggiamenti da Lashley, il quale ha voluto dargli una lezione per aver osato sfidare Edwards per il titolo prima di lui nonostante sia l'ultimo arrivato. Rhodes si allontana per un po' da Impact per onorare altri impegni nelle indies.
Ritorna on screen nella puntata di Impact del 23 febbraio 2017 per ringraziare Moose, il quale ha aiutato Brandi durante gli ultimi mesi ad Orlando mentre lui era via. Tuttavia, quando scopre che Moose ha dato il suo numero alla moglie, lo attacca accecato dalla gelosia e turna heel. Nella puntata del 2 marzo attacca Moose alle spalle e anche il commentatore Josh Mathews. Nelle settimane seguenti tenta di provocare Moose per convincerlo ad affrontarlo in un match con l'Impact Grand Championship in palio: ottiene ciò che vuole dopo aver attaccato alle spalle l'ex giocatore di football con una sedia prima di un incontro con Eli Drake. Il 30 marzo i due si affrontano con l'Impact Grand Championship in palio, ma ad uscirne vittorioso è l'atleta di colore. Con questo match Cody conclude gli impegni con Impact Wrestling e lascia la compagnia.

### Ring of Honor (2017–2019)

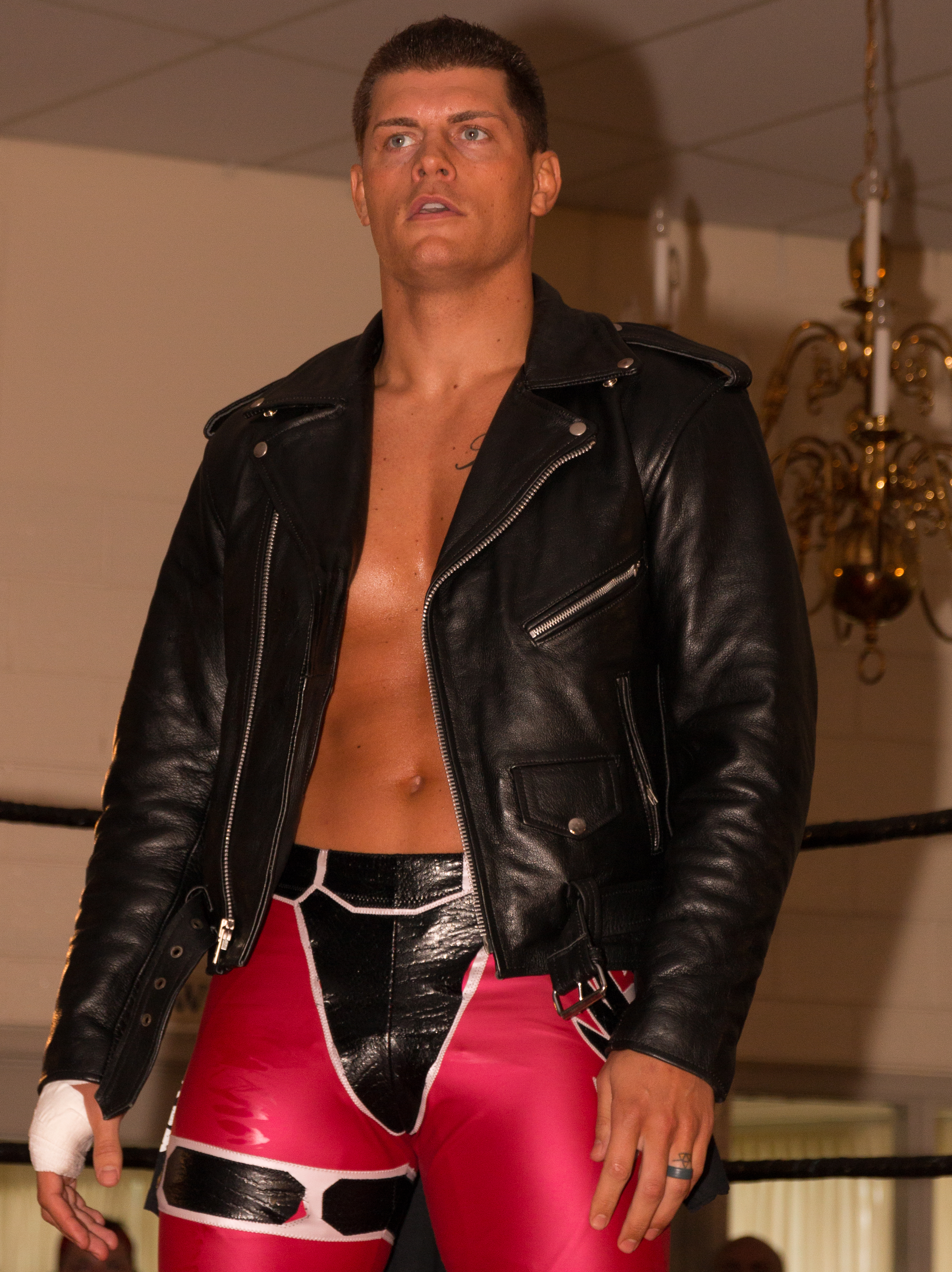
Cody nel 2017

A ROH Honor Reigns Supreme 2017 sconfigge, insieme al compagno del Bullet Club Adam Cole, The Addiction. Prosegue intanto durante gli show televisivi la rivalità con Lethal, il quale, per fronteggiare Cody e il BC, si allea con i Briscoe Brothers. Il 4 marzo il Bullet Club (Cody, Hangman Page e Frankie Kazarian) sconfigge la squadra formata da Jay Lethal, Mark Briscoe e Jay Briscoe a ROH Manhattan Mayhem 2017. La rivalità tra i due sembra concludersi il primo aprile a ROH Supercard of Honor 2017 quando Lethal batte il figlio dell'American Dream in un Texas Bullrope match. La serata per Cody non è però finita: infatti alla fine del match che vede Christopher Daniels difendere il ROH World Championship contro Dalton Castle, il Grandson of a Plumber attacca i due ed espone le sue mire al ROH Tile. Il Fallen Angel, desideroso di vendetta, accetta la sfida e decide di mettere il suo titolo in palio durante la terza serata di ROH/NJPW War of the Worlds 2017. Il match viene però stravolto da Jay Lethal che riesce ad inserirsi nel match dopo aver vinto un First Contender 4 Way match. Il match del 12 maggio, divenuto un affare a tre, viene vinto da Daniels che resta campione. Il 23 giugno 2017 sfida Christopher Daniels  ad un match titolato all'evento ROH Best in the World 2017 tenutosi nella stessa data: il match ha visto trionfare proprio Cody, che si laurea per la prima volta nella sua carriera campione del mondo.

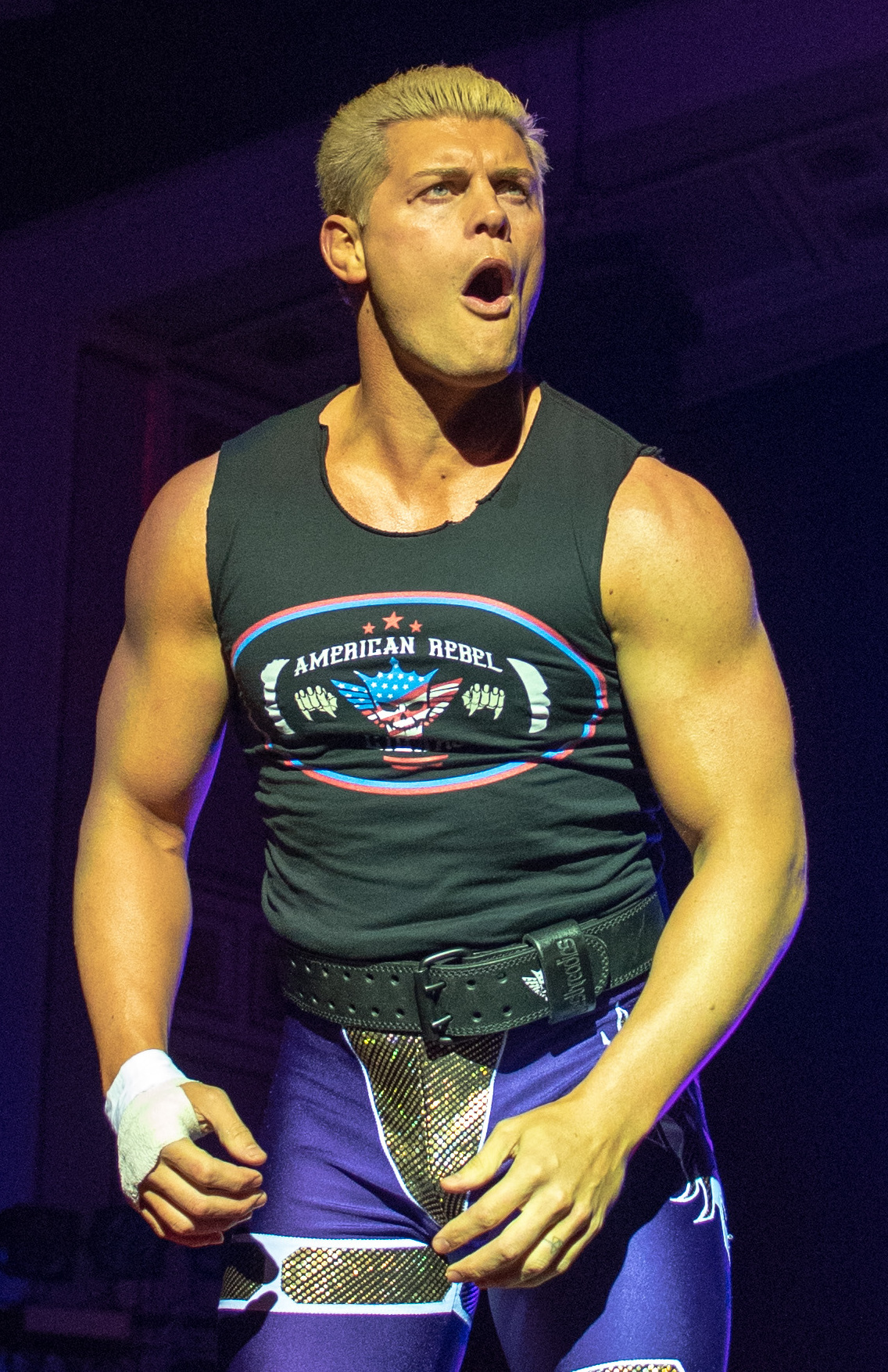
Cody nel 2018

La sera successiva difende il titolo nella rivincita contro Daniels in un 2 out of 3 Falls match. Il 7 luglio difende il ROH Title ad un evento APW contro Willie Mack e due giorni dopo ripete l'impresa allo show Glory War of the New Age contro Michael Elgin. Il 4 agosto il Title vs Title match per il ROH Championship di Cody e il CW World Championship di Elia Markopoulos finisce in no contest, ma la sera successiva difende il titolo contro Scorpio Sky ad un evento WrestleCircus. Il 19 agosto, a ROH War of the Worlds UK: Liverpool, conserva la cintura dall'assalto di Seiya Sanada.Inoltre durante l'evento il Bullet Club (Young Bucks e Hangman Page) sconfigge il team di Dalton Castle e The Boys vincendo i ROH World Six-Man Tag Team Championship che viene difeso secondo la "Bullet Club Rule" (Freebird rule). Nella puntata settimanale del 16 settembre Cody effettua un promo nel quale afferma che lo storico Code of Honor della compagnia è ormai superato e che il giusto modo per mostrare rispetto ad un campione amato come lui è attraverso il bacio al suo "Ring of Honor" (gioco di parole basato sull'ambivalenza del termine "ring" che significa anche "anello" in inglese): inizia così a portare durante i match un anello che fa baciare ai fan come segno di riverenza e agli avversari come sfregio.
Il 22 settembre, nel main event di ROH Death Before Dishonor 2017, affronta e sconfigge in un incontro per il titolo ROH il leader della Suzuki-gun e NEVER Openweight Champion Minoru Suzuki nel match di debutto negli USA della leggenda nipponica.  Il 23 settembre viene annunciato che l'ex Stardust ha firmato un accordo pluriennale con la compagnia che gli permetterà di esibirsi anche in NJPW e alcune indies. Nella puntata di ROH TV del 30 settembre mantiene il ROH World Championship contro il vincitore della Honor Rumble 2017 ed ex membro del Bullet Club Frankie Kazarian. Le quattro giornate di ROH/NJPW Global War 2017 si rivelano estremamente positive per l'American Nightmare: nella prima giornata sconfigge il CHAOS (Toru Yano e YOSHI-HASHI) in coppia con Scurll; nella seconda, sempre insieme a The Villain e Kenny Omega, difende i ROH Six Man Tag Team Titles dall'assalto del CHAOS (Toru Hyano, YOSHI-HASHI e Will Ospreay); durante la terza mantiene con successo il titolo massimo contro KUSHIDA; infine nell'ultima batte, insieme ai fratelli Jackson e Adam Page, Search and Destroy (Alex Shelley, Chris Sabin, Jay White e Jonathan Gresham). Nella successiva puntata di ROH TV difende il titolo massimo contro Cheeseburger. Il 15 dicembre, a Final Battle, Cody perde il titolo contro Dalton Castle. A ROH 16th Anniversary vince il suo grudge match contro Matt Taven. A Best in the World 2018 prova ancora l'assalto al titolo mondiale di Castle in un Three Way match assieme a Marty Scurll senza successo. Ci riprova la sera successiva in un Four Corner Survival match tra lui, il campione Castle, Matt Taven e Jay Lethal con quest'ultimo che conquista il titolo. Nella puntata del 28 agosto Cody e gli Young Bucks sconfiggono The Kingdom e riconquistano i ROH World Six-Man Tag Team Titles. I titoli vengono difesi per la prima volta dopo un paio di settimane dall'assalto del team di Silas Young, Beer City Bruiser e Brian Milonas. A Glory by Honor respingono l'assalto dei SoCal Uncensored.

### New Japan Pro-Wrestling (2017–2019)

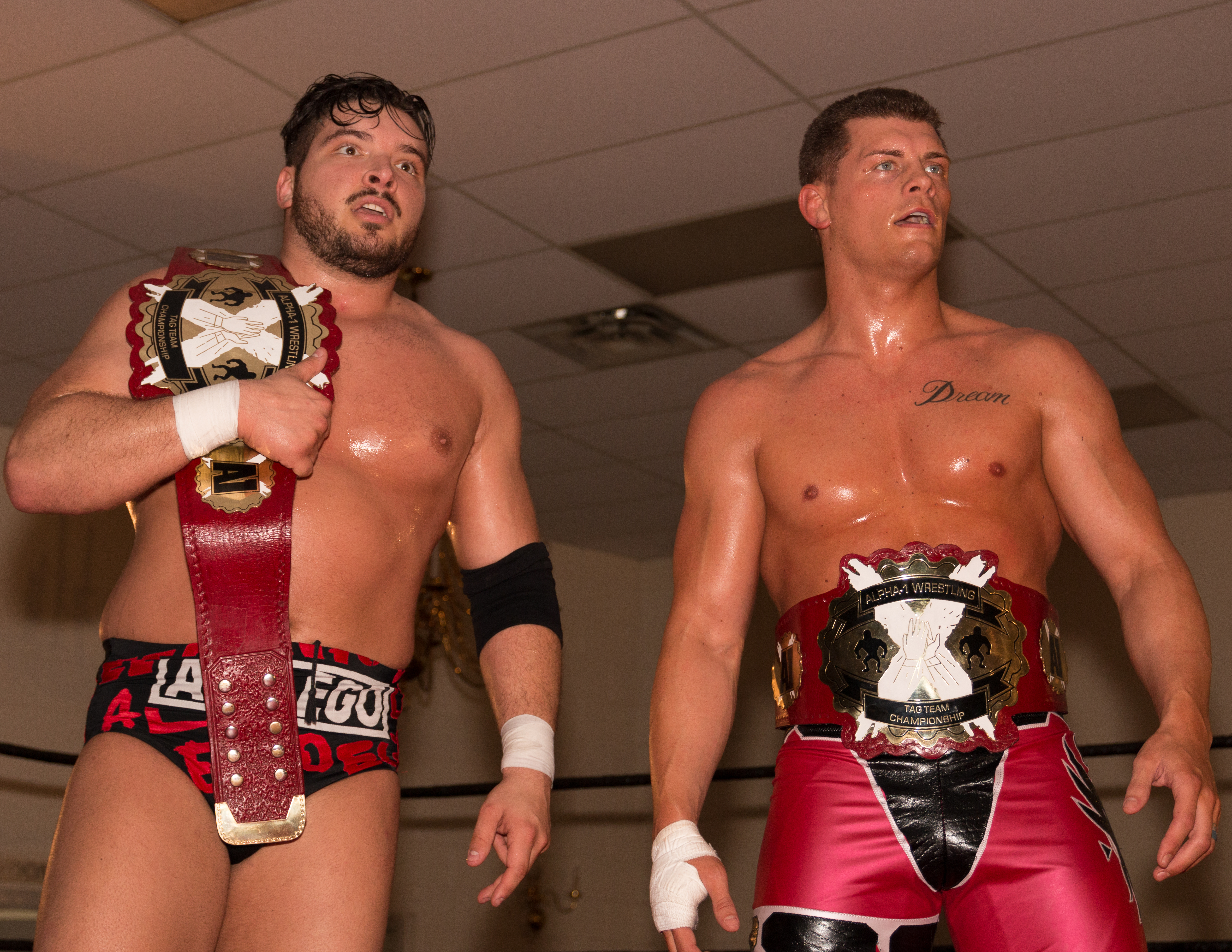
Cody e Ethan Page nel 2017 come A1 Tag Team Champion

Il 10 dicembre 2016 sul canale della NJPW viene annunciato l'ingaggio da parte del Bullet Club di Rhodes. Debutta sconfiggendo Juice Robinson il 4 gennaio a NJPW WrestleKingdom 11 come "The American Nightmare" Cody. Il 26 febbraio, nella prima giornata di ROH/NJPW Honor Rising: Japan 2017, il Bullet Club (rappresentato da lui e Hangman Page) perde contro Jay Lethal e Katsuyori Shibata, ma, nella seconda giornata, il BC (Cody, Kenny Omega e The Young Bucks) sconfigge il team formato dai Briscoe Brothers e i membri del CHAOS Will Ospreay e Kazuchika Okada. Il 3 maggio batte David Finlay a NJPW Wrestling Dontaku 2017. Nella prima giornata di ROH/NJPW War of the Worlds 2017 riesce a prevalere contro Will Ospreay e nella seconda, insieme al BC (Hangman Page e The Young Bucks), escono sconfitti dal confronto col CHAOS (Ricky Romero, Will Ospreay, Trent Baretta e Hirooki Goto). A NJPW Road to Dominion 2017, il 9 giugno 2017, il BC (Cody, Tama Tonga, Tanga Loa e Bad Luck Fale) prevale sul team formato dai War Machine, David Finlay e Michael Elgin. Elgin e Cody si affrontano anche a NJPW Dominion in un match che vede The American Nightmare vincitore. Durante la prima giornata di NJPW G1 Special In USA, il 1 luglio, affronta senza successo Kazuchika Okada per l'IWGP Heavyweight Championship mentre nella seconda serata ottiene una piccola rivincita come membro del BC (insieme a Yujiro Takahashi, Bad Luck Fale e Mary Scurll) sconfiggendo il team formato da Briscoe Brothers e CHAOS (Okada e Ospreay). Nonostante il Grandson of a Plumber non partecipi all'annuale G1 Climax per lasciare spazio ad altri membri del Club, combatte spesso in match di coppia. Durante la XVII giornata il team formato da War Machine, Michael Elgin, Ryusuke Taguchi e Ricochet batte il BC (Cody, Chase Owens, Hangman Page e Young Bucks), ma la rivincita del giorno dopo ha esito opposto. Nella serata del XIX giorno del torneo lui e Hangman Page falliscono l'assalto agli IWGP Tag Team Championship detenuti dai War Machine. Anche le tre serate di NJPW/ROH War of the Worlds: UK si rivelano molto impegnative per l'ex Stardust: nonostante il primo giorno il Bullet Club (Cody, Page, Scurll e Young Bucks) perda contro Los Ingobernables de Japon (Tetsuya Naito, EVIL, BUSHI, Sanada e Hiromu Takahashi), il secondo giorno difende l'ROH World Title contro Sanada e il terzo giorno, in coppia con Scurll, sconfigge The Addiction. A Wrestle Kingdom 12 viene sconfitto da Kōta Ibushi.

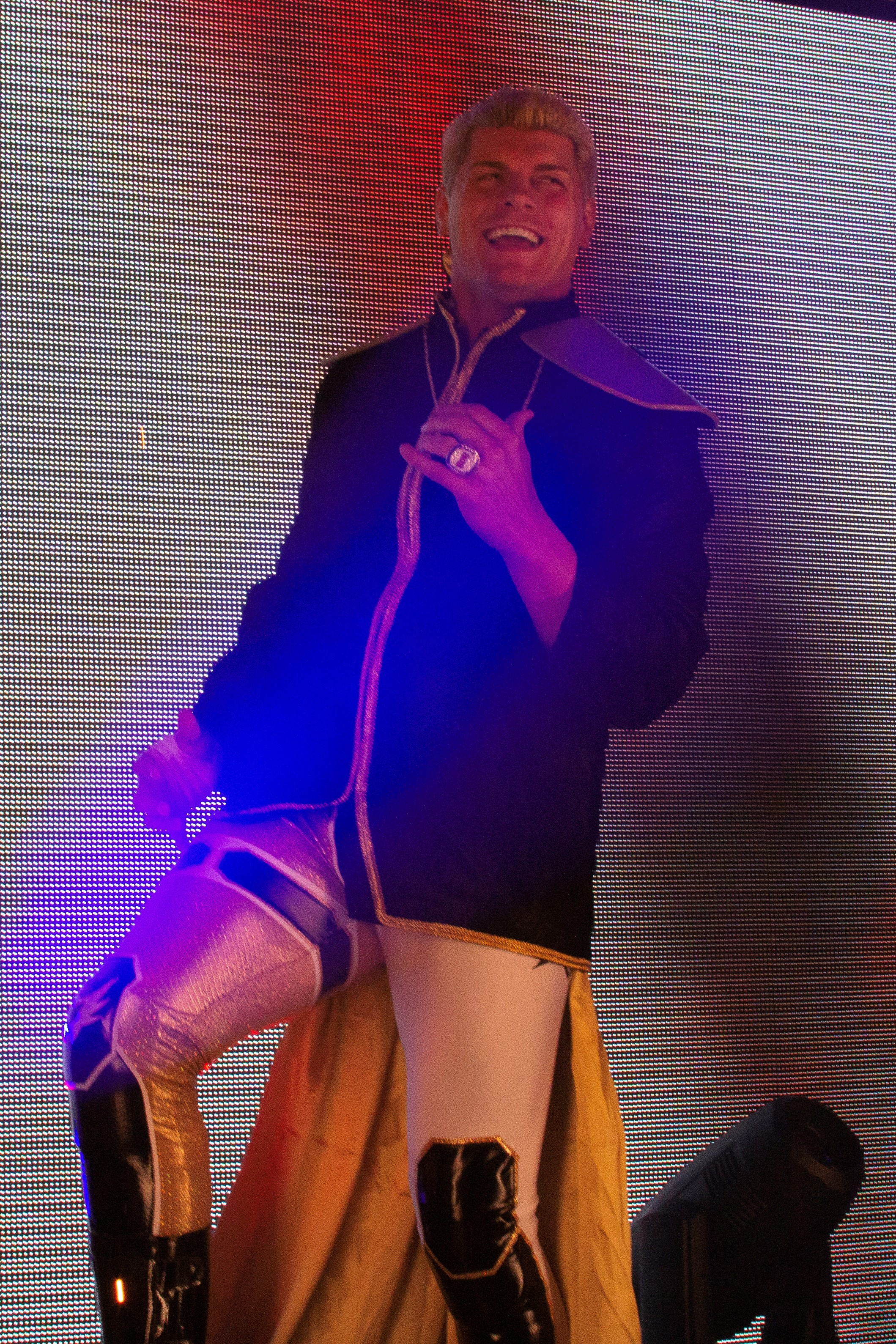
Cody Rhodes nel 2018

Fin dagli ultimi mesi del 2017, Cody comincia a mostrarsi insofferente nei confronti del leader Kenny Omega, arrivando quasi a mettersi le mani addosso. Il tutto inizia a NJPW Dominion quando, durante il match per il titolo massimo tra il campione Okada e Omega, Cody cerca senza successo di gettare la spugna di sua iniziativa poiché ritiene Omega arrivato al limite, facendo però imbestialire il suo alleato. Altra situazione critica è quella di ROH/NJPW Global Wars dove stavolta è Omega che prova a gettare la spugna per Rhodes durante il match contro Kazuchica Okada, distraendo l'ex Stardust e causandone la sconfitta. La scintilla che fa scoppiare la faida è a NJPW New Beginning in Sapporo!! 2018; al termine del main event della serata, in cui il canadese perde l'IWGP United States Heavyweight Championship contro Jay White, i due hanno un acceso diverbio (causato dal Cleaner che ha impedito a Page di sfidare il nuovo campione, con Rhodes che accusa Omega di ostacolare il successo degli altri membri) che viene inizialmente placato dal resto del gruppo, degenera dopo una Cross Rhodes a tradimento in un pestaggio ai danni di Omega, che viene infine salvato da Kōta Ibushi, ex tag team partner nei Golden Lovers, a sua volta aiutato da Omega sempre durante un pestaggio a opera di Cody qualche giorno prima. Si formano così due fazioni interne nel BC: quella di Omega, spalleggiato dalla maggioranza dei membri e da Ibushi come esterno, e quella di Cody, supportato da Hangman Page e Marty Scurll. A NJPW/ROH Honor Rising 2018 la coppia Scurll/Cody viene sconfitta dai Golden Lovers.

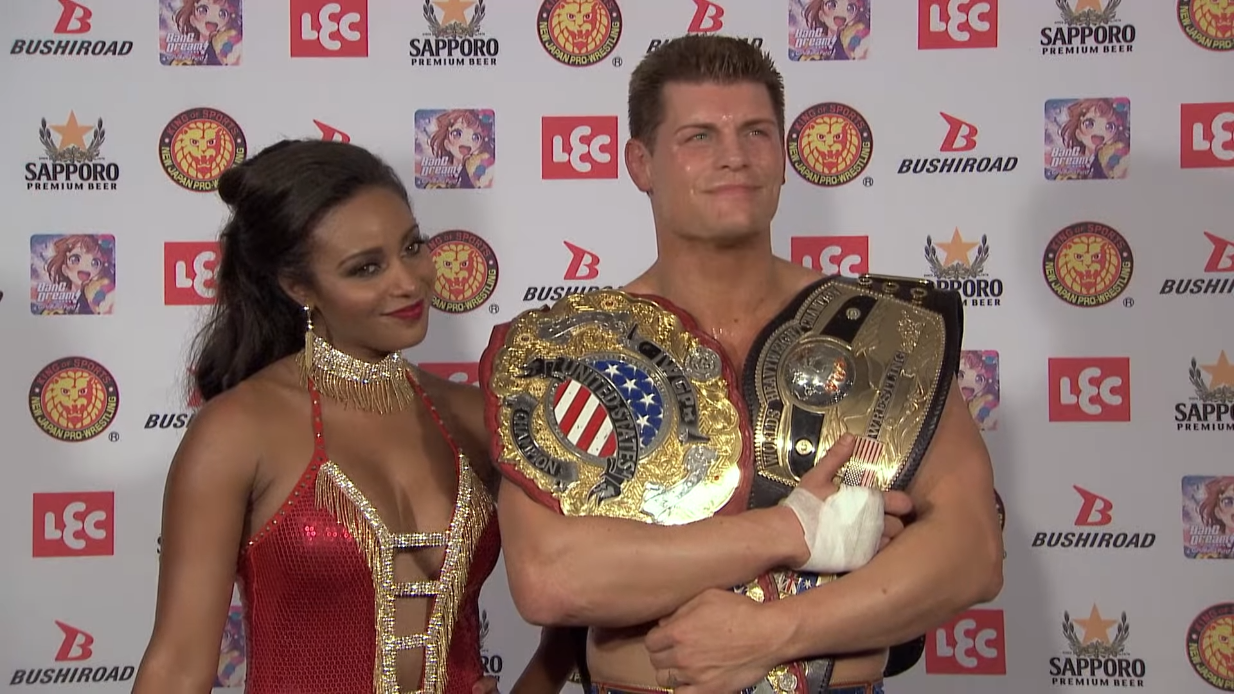
Cody e la moglie Brandi nel 2018

A NJPW Strong Style Evolved 2018 invece sconfiggono i Guerrillas of Destiny (Tama Tonga e Tanga Loa).  A Sakura Genesis 2018 stavolta vince, insieme a Hangman Page, contro i Golden Lovers. Omega e Rhodes decidono infine di affrontarsi per stabilire chi sia il vero leader del gruppo. Lo scontro avviene a ROH Supercard of Honor XII dove a prevalere, grazie ad un intervento sbagliato dai Bucks, è Cody che così estromette Kenny Omega dalla stable. I due si affrontano nuovamente il 7 luglio all'evento G1 Special in San Francisco, ma stavolta in palio c'è anche l'IWGP Heavyweight Championship del canadese, che riesce a mantenerlo dopo un match durissimo.Quando nel finale Omega viene attaccato dai membri tongani del Bullet Club, desiderosi di riportare la stable alle sue origini, Cody interviene in aiuto di Omega ponendo fine alla loro rivalità.
Il successivo 30 settembre, all'evento Fighting Spirit Unleashed, sconfigge Juice Robinson e vince l'IWGP United States Championship, il suo primo titolo nella federazione nipponica. Durante la stessa sera annuncia di essersi inserito nel match per l'IWGP World Title tra Omega e Kota Ibushi di King of Pro Wrestling 2018, dove però è proprio lui a subire lo schienamento che permette a Kenny di mantenere il titolo.
Il 24 ottobre, dopo una serie di scontri incrociati tra Elite e Firing Squad (le due fazioni interne al Bullet Club), Cody annuncia di aver lasciato il gruppo. Durante la Jericho Cruise (evento svoltosi su una nave da crociera organizzato da Chris Jericho) Cody, Omega e Page sconfiggono Y2J e i fratelli Jackson, ma non solo: infatti gli ex membri del BC annunciano il passaggio di The Elite da sottogruppo a stable a sé stante con Cody, Adam Page e Marty Scurll come nuovi membri.
Il 4 gennaio 2019, a Wrestle Kingdom 13, Cody ha perso l'IWGP United States Championship contro Juice Robinson dopo 96 giorni di regno; il mese successivo lascia la federazione.

### All Elite Wrestling (2019–2022)

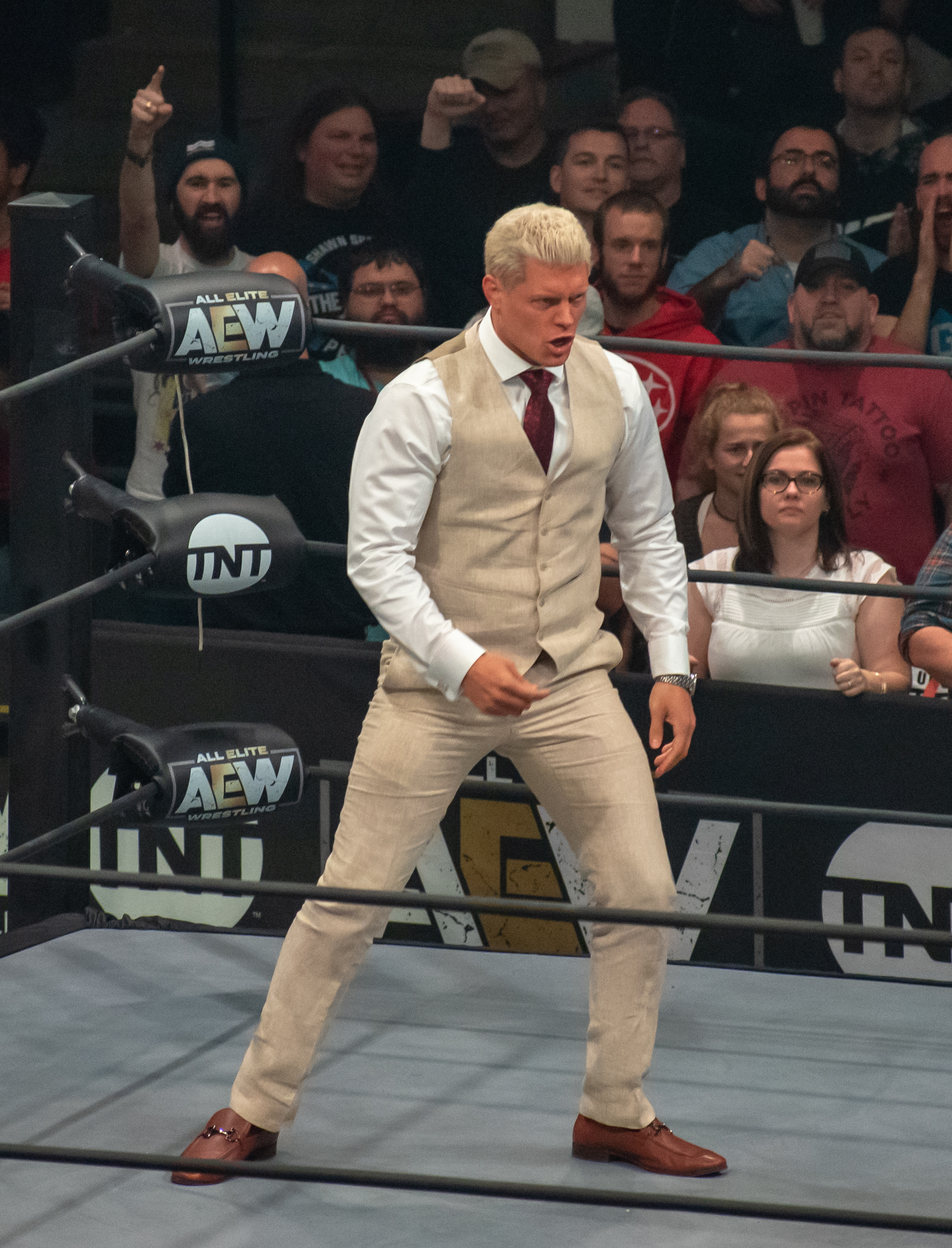
Cody nel 2019

Il 1º gennaio 2019, sulla scia del successo di All In Cody, assieme agli Young Bucks, annuncia di aver dato vita ad una federazione, la All Elite Wrestling, e fissa il primo pay-per-view della stessa, denominato Double or Nothing, per il 25 maggio successivo. All'evento Cody sconfigge il fratello Dustin Rhodes. All'evento successivo, Fyter Fest, lotta contro Darby Allin in un incontro finito in pareggio per tempo limite. A Fight for the Fallen viene sconfitto dagli Young Bucks in un match di coppia assieme a Dustin. Ad All Out sconfigge Shawn Spears. Risultando il detentore del miglior record di vittorie/sconfitte, Cody guadagna un match per l'AEW World Championship contro Chris Jericho, ma viene sconfitto per sottomissione e tradito dal suo protetto MJF.
Il 29 febbraio 2020 a Revolution, Cody ha perso, per schienamento, dopo che MJF lo ha colpito scorrettamente in faccia con il suo Dynamite Diamond Ring. Nei mesi successivi, Cody diventerà il primo TNT Champion, difendendo il titolo a Dynamite con cadenza settimanale. Il 22 agosto, durante una delle sue difese nello show del mercoldì perde la cintura contro Mr. Brodie Lee, assentandosi poi per diverse settimane. Tornato per riprendersi il titolo, il 7 ottobre sconfigge il leader del Dark Order conquistando per la seconda volta il titolo. Dopo aver difeso con successo la cintura contro Orange Cassidy, a Full Gear affronta Darby Allin, che gli strapperà via dalla vita il titolo. Allo stesso evento, torna ad esibirsi con il ring name Cody Rhodes, dopo che la WWE (detentrice del nome), non ha rinnovato la licenza.
Il 25 dicembre 2021 nella puntata di Rampage conquista per la terza volta in carriera il TNT Championship. Dopo 35 giorni nella puntata 26 gennaio 2022 di Dynamite perde il titolo in un ladder match contro Sammy Guevara.
Il contratto di Rhodes con la All Elite Wrestling scadde il 31 dicembre 2021, salvo comparire fino a febbraio 2022 a gettone, dichiarando più di una volta che il rinnovo era solo una formalità. Tuttavia il 15 febbraio 2022 annunciò il suo addio alla federazione, insieme alla moglie Brandi.

### Ritorno in WWE (2022–presente)

#### Rincorsa al titolo (2022–2024)
Appena lasciata la All Elite Wrestling, iniziarono a rincorrersi diversi rumor riguardo ad un suo ritorno in WWE, ma fu confermato solamente durante WrestleMania 38, dove fu rivelato come avversario misterioso di Seth Rollins, che sconfisse dopo oltre venti minuti di match. La settimana successiva, dopo aver battuto The Miz a Raw, Rollins lo sfidò per una rivincita a WrestleMania Backlash, dove fu nuovamente lo stesso Rhodes a trionfare. Nella puntata di Raw del 9 maggio affrontò Theory per lo United States Championship ma vinse il match per squalifica a causa dell'interferenza di Rollins. Nonostante le due vittorie, la faida con Rollins proseguì. Dopo attacchi verbali e fisici, nell'episodio di Raw del 23 maggio fu annunciato un Hell in a cell match per l'omonimo pay-per-view. Il giorno prima dell'evento, subì un infortunio al pettorale destro, ma nonostante ciò lottò comunque e vinse l'incontro.
Ritornò il 28 gennaio 2023 alla Royal Rumble, dove prese parte all'omonimo match entrando col numero 30 e vinse eliminando per ultimo Gunther. Dopo settimane di schermaglie con Roman Reigns (detentore dell'Undisputed WWE Universal Championship), i due si scontrarono a WrestleMania 39, dove fu Reigns a trionfare grazie alle decisive interferenze di Paul Heyman e Solo Sikoa.
Nella puntata di Raw del 3 aprile sfidò Reigns ad un rematch per il titolo, ma quest'ultimo rifiutò, acconsentendo poi di lottare solamente in un incontro di coppia; più avanti nella serata il partner misterioso di Rhodes nel match contro Reigns e Sikoa si rivelò essere Brock Lesnar, il quale, poco prima che iniziasse l'incontro, attaccò il suo compagno. Questo diede il via a una faida tra i due che iniziò il 6 maggio a Backlash, dove fu Rhodes a prevalere. Nella puntata di Raw dell'8 maggio partecipò al torneo per l'assegnazione del World Heavyweight Championship ma perse un triple threat match in favore di Finn Bálor, e che comprendeva anche The Miz, a causa dell'interferenza di Lesnar, che lo attaccò impedendogli di vincere l'incontro. Il 27 maggio, a Night of Champions, fu Lesnar a prevalere per KO tecnico. Nel mentre della rivalità con Lesnar, il 1º luglio, a Money in the Bank, affrontò e sconfisse Dominik Mysterio. L'incontro finale tra Rhodes e Lesnar si tenne il 5 agosto, a SummerSlam, match che vide prevalere Rhodes.
Il 7 ottobre, a Fastlane, Rhodes e Jey Uso prevalsero su Damian Priest e Finn Bálor vincendo il Raw Tag Team Championship e lo SmackDown Tag Team Championship. Nella puntata di Raw del 9 ottobre Rhodes e Jey Uso difesero i titoli contro Kevin Owens e Sami Zayn. Il 13 ottobre, a SmackDown, Rhodes e Uso difesero le cinture contro Austin Theory e Grayson Waller. Tre giorni dopo, a Raw, Rhodes e Uso persero le cinture contro Finn Bálor e Damian Priest, a causa dell'interferenza di Jimmy Uso, dopo 9 giorni di regno. Il 4 novembre, a Crown Jewel, sconfisse Damian Priest nel continuum della rivalità col Judgment Day. Nella puntata di Raw del 13 novembre Rhodes e Uso non riuscirono a conquistare i titoli di coppia a causa dell'intervento di Drew McIntyre. Il 25 novembre, a Survivor Series WarGames, Rhodes, Jey Uso, Randy Orton, Sami Zayn e Seth Rollins sconfissero il Judgment Day e Drew McIntyre in un wargames match. Prese poi parte a una breve faida con Shinsuke Nakamura che lo vide vincitore.

#### WWE Champion (2024-presente)

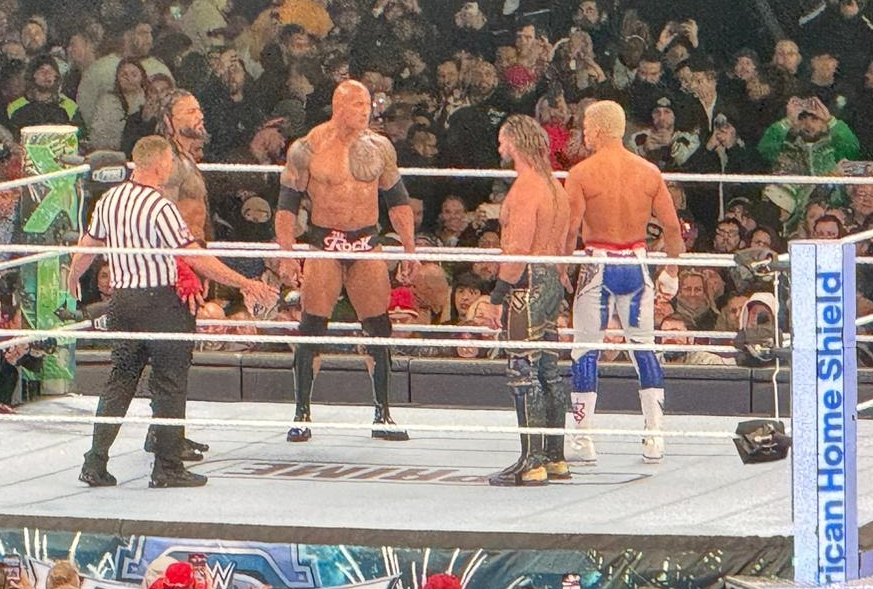
Seth Rollins e Cody Rhodes (a destra) contrapposti a Roman Reigns e The Rock durante la prima serata di WrestleMania XL

Il 27 gennaio a Royal Rumble, vinse per la seconda volta consecutiva l'omonimo incontro entrando col numero 15 ed eliminando per ultimo CM Punk. Già nella conferenza post-evento affermò di voler affrontare di nuovo Roman Reigns, vincendo questa volta il titolo. La stessa settimana a SmackDown, però, Rhodes annunciò di voler sfidare Reigns, ma non a WrestleMania, su consiglio di alcuni suoi amici e colleghi, tra i quali The Rock che si presentò sul ring andando faccia a faccia con il campione e cugino. L'8 febbraio successivo si tenne a Las Vegas, il WrestleMania XL Kickoff dove Reigns e Rock ufficializzarono la loro sfida. Tuttavia Rhodes si presentò dichiarando di aver cambiato la sua decisione, tornando sui suoi passi e volendo ora sfidare Reigns, mentre Rock affermò che d'ora in avanti ci sarebbero stati dei problemi tra di loro, schiaffeggiandolo e schierandosi così dalla parte del cugino, con Seth Rollins che intervenne in soccorso di Rhodes.
Il 24 febbraio ad Elimination Chamber: Perth, Rhodes lanciò una sfida a Rock, con Rollins al suo angolo durante il match. Nella puntata successiva di SmackDown, The Rock propose un tag team match come main event della prima notte di WrestleMania XL tra lui e Reigns contro Rhodes e Rollins e se quest'ultimi due avessero vinto, nel match per il titolo nella seconda notte la Bloodline sarebbe stata bandita da bordo ring, in caso contrario si sarebbe dovuto disputare un Bloodline rules match. La settimana successiva, i due accettarono l'offerta, ufficializzando l'incontro.
Il 6 aprile, a WrestleMania XL, fece così coppia insieme a Rollins perdendo contro Reigns e Rock. La sera dopo, nonostante la stipulazione sfavorevole, riuscì a sconfiggere Reigns nel Bloodline rules match vincendo il suo primo WWE Championship.

Rhodes nel 2024 con la cintura del WWE Championship

La sua prima faida da nuovo campione si tenne contro AJ Styles, contro il quale difese il titolo a Backlash France in un match acclamato dalla critica. Il suo prossimo avversario fu Logan Paul, l'allora WWE United States Championship in carica, con il match tra i due che si disputò a King & Queen of the Ring, con Rhodes che ne uscì come vincitore. Nella successiva puntata di SmackDown del 31 maggio, AJ Styles tenne quello che sembrava essere un discorso di ritiro, chiamando sul ring il campione, l'ultimo ad averlo affrontato, salvo poi aggredire il campione reclamando una nuova sfida titolata. Tutto questo portò i due a sfidarsi ancora, questa volta in un "I quit" match a Clash at the Castle: Scotland. Anche in questo caso ad avere la meglio fu Rhodes, che venne poi venne affiancato da Solo Sikoa e successivamente attaccato dalla Bloodline prima di venir aiutato da Randy Orton e Kevin Owens.
Inizia così una rivalità con Solo Sikoa e la sua nuova Bloodline formata da Tama Tonga, Jacob Fatu e Tanga Loa. A Money in the Bank, si tenne un incontro tra Rhodes, Orton ed Owens contrapposti a Sikoa, Fatu e Tonga, con quest'ultimi come vincitori con Sikoa che schienò il campione. Questo portò ad un loro scontro a SummerSlam, il 3 agosto, dove Rhodes mantenne il titolo in un Bloodline Rules match, grazie anche ad un assist del rientrante Roman Reigns.
Nella puntata successiva di SmackDown, Rhodes decise di dare una possibilità per il titolo al suo amico Kevin Owens. Il canadese, dopo un primo rifiuto, accettò e i due si sfidarono a Bash in Berlin con l'American Nightmare che riuscì a difendere la cintura. Nella puntata di SmackDown del 13 settembre, Rhodes riuscì a difendere la cintura nuovamente contro Sikoa in uno steel cage match, ma dopo l'incontro viene attaccato dal resto della Bloodline ed a soccorso del campione arrivò Reigns. Viene così deciso un tag team match a Bad Blood tra Rhodes e Reigns contro Sikoa e Jacob Fatu. A Bad Blood, Rhodes e Reigns riuscirono a sconfiggere i rivali, grazie anche l'interferenza di Jimmy Uso.
A Crown Jewel, riuscì a sconfiggere Gunther, il detentore del World Heavyweight Championship, diventando il primo vincitore del WWE Crown Jewel Championship. In seguito, inizio una rivalità con il suo ex amico Kevin Owens, con i due che si sfidarono a Saturday Night's Main Event. Rhodes fece la sua entrata con la versione "Winged Eagle" del suo WWE Championship, usata in passato dalla federazione. Riuscì a mantenere il titolo ma dopo l'incontro, il campione venne attaccato dal canadese che gli rifilò una piledriver, mossa vietata dalla WWE, con l'evento che terminò con Rhodes che venne portato via in ambulanza dopo essere stato soccorso sul ring mentre Owens gli rubò la "Winged Eagle". Nella puntata di SmackDown del 27 dicembre 2024, Rhodes propose al rivale un incontro risolutore della faida alla Royal Rumble, proponendo un ladder match con entrambe le cinture appese sopra il ring. Il general manager Nick Aldis acconsentì sancendo l'ufficialità del match ma il canadese attaccò nuovamente il campione al collo prima di lasciare il ring. Arrivati all'evento, Rhodes riuscì a sconfiggere Owens staccando le cinture da sopra il ring e restando campione.
Il 21 febbraio nella puntata di SmackDown, The Rock offrì al campione di elevarlo come star mondiale oltre al Wrestling, con in cambio il Final Boss che vuole la sua anima. Ad Elimination Chamber: Toronto, subito dopo l'Elimination chamber match che vide uscirne come vincitore John Cena, Rhodes rifiutò l'offerta venendo però attaccato brutalmente dallo stesso Cena, insieme a The Rock e al cantante Travis Scott. Il 20 aprile, nel main event di WrestleMania 41, viene sconfitto da Cena, terminando così il suo regno dopo 378 giorni.
Cody rimase lontano dal ring per circa un mese, tornando a Saturday Night's Main Event XXXIX aiutando Jey Uso contro Logan Paul e John Cena. Questa interferenza porta a un tag team match a Money in the Bank 2025 con la vittoria di Cody e Jey grazie anche alla interferenza di R-Truth. La settimana seguente Cody prese parte al King of the Ring passando il primo turno vincendo un fatal four-way match contro Andrade, Damian Priest e Shinsuke Nakamura.
Dopo aver vinto il King of the Ring 2025, ottenne un match titolato per il WWE Championship contro John Cena a SummerSlam, che in seguito fu trasformato in uno street fight match. All'evento Rhodes riuscì a trionfare, laureandosi per la seconda volta WWE Champion.

## Personaggio

### Mosse finali
- Cross Rhodes (Rolling cutter)[3]

Cody Rhodes esegue la Cross Rhodes su Kenny Omega

- Dark Matter (Modified reverse STO) – 2014–2015

### Soprannomi
- "The American Nightmare"[161]
- "Dashing'"[162]
- "The Grand Son of a Plumber"[163]
- "The Inter-Dimensional Oddity"[164]
- "The Prince of Dark Matter"[165]
- "The Prince of Pro Wrestling"
- "The Star That Left Them in the Dust"[166]
- "Undashing"[162]

## Titoli e riconoscimenti

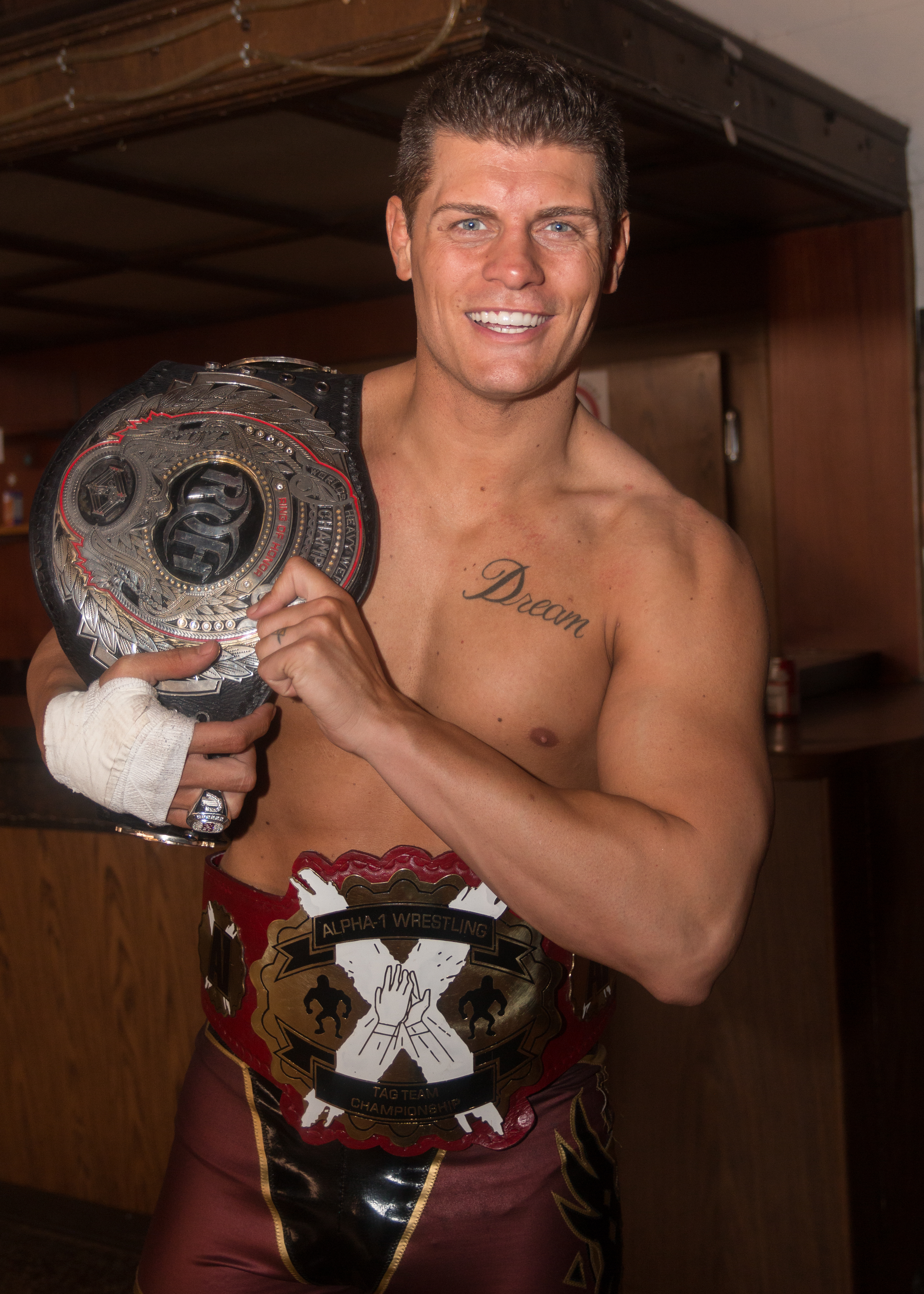
Cody Rhodes con il ROH World Championship, titolo che ha vinto una volta

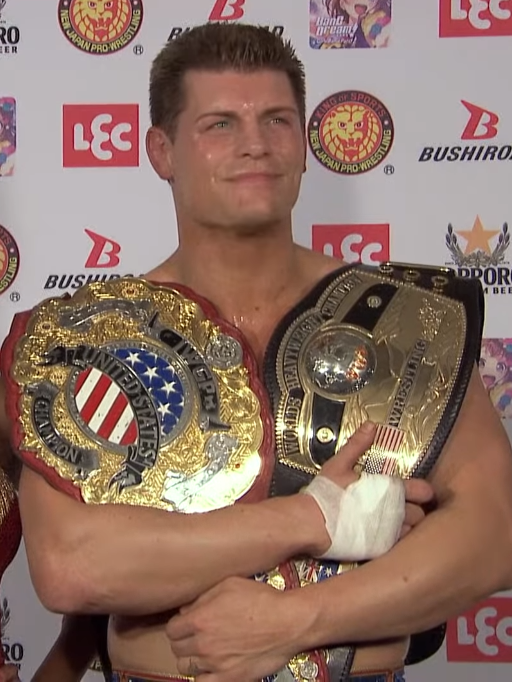
Cody Rhodes con l'IWGP United States Championship e l'NWA Worlds Heavyweight Championship

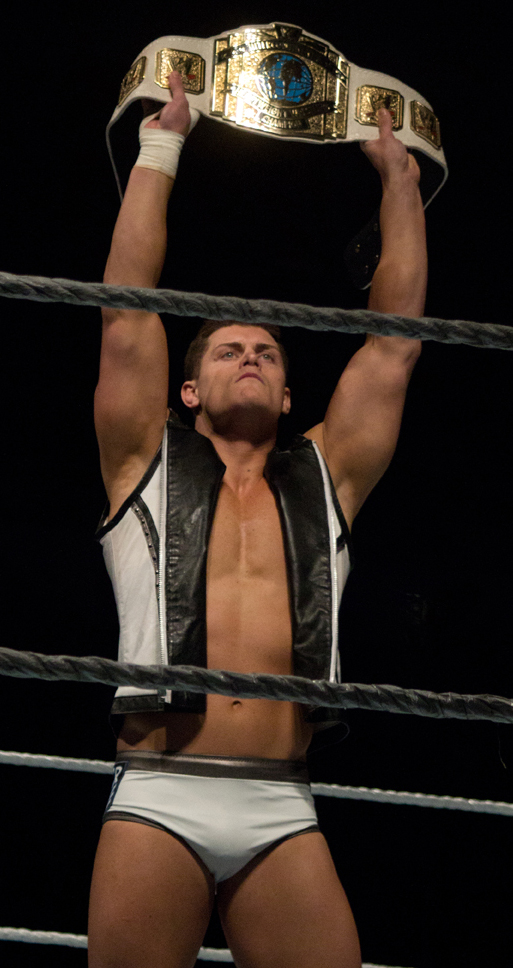
Cody Rhodes con l'Intercontinental Championship, titolo che ha vinto due volte

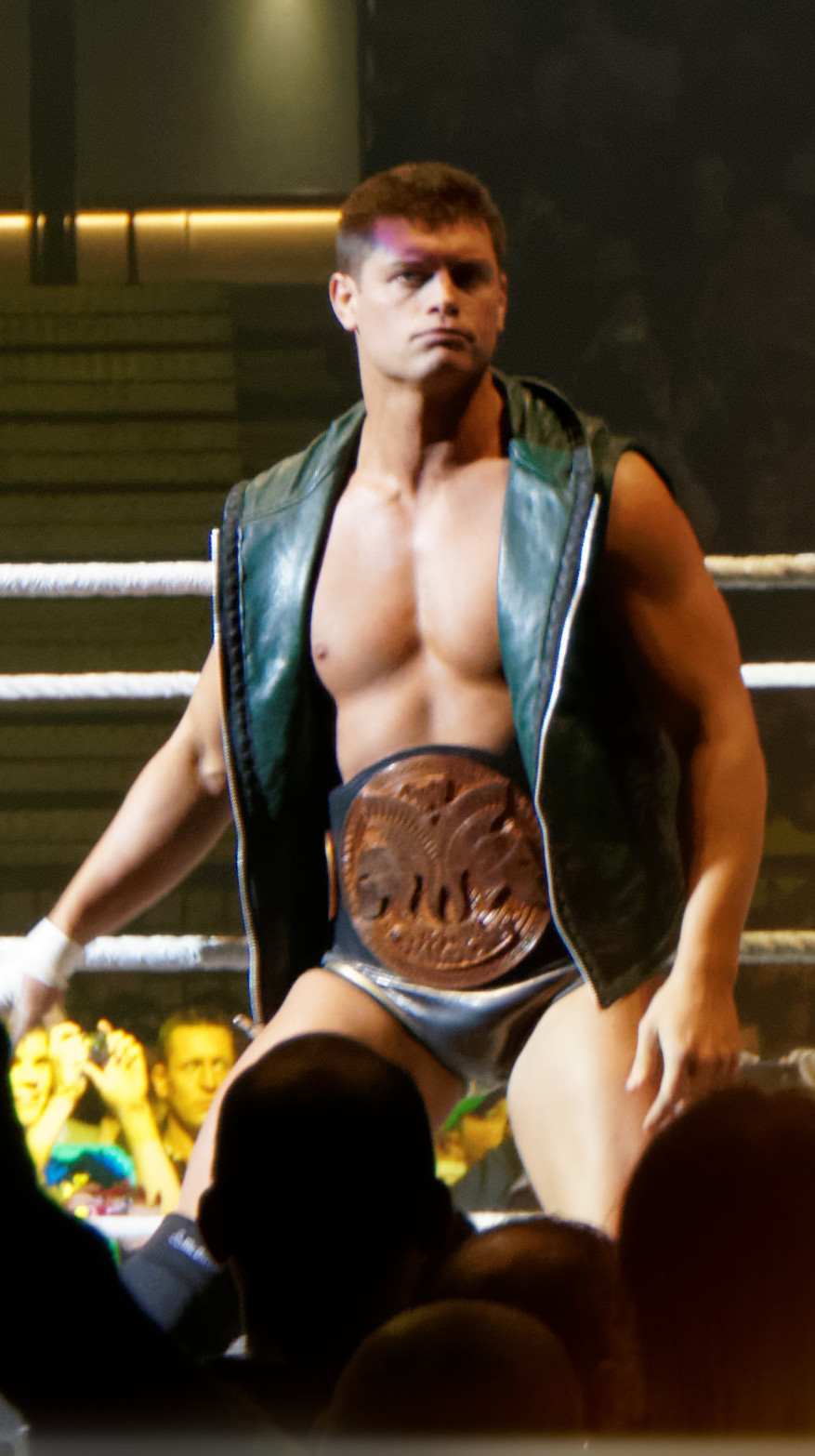
Cody Rhodes con il WWE Tag Team Championship, titolo che ha vinto quattro volte (due con Goldust, una con Drew McIntyre e una con Jey Uso)

### Wrestling professionistico
- All Elite Wrestling
  - AEW TNT Championship (3)
  - AEW TNT Championship Tournament (2020)[167]
  - AEW Dynamite Award (1)
    - Best Moment on the Mic (edizione 2021) - per aver accettato il dog collar match a AEW Dynamite il 30 settembre[168]
- Alpha-1 Wrestling
  - A1 Tag Team Championship (1) – con Ethan Page
- Bullet Proof Wrestling
  - BPW Championship (1)
- CBS Sports
  - Promo of the Year (2019) – "Silver spoon" promo a AEW Dynamite del 7 novembre[169]
  - Smack Talker of the Year (2019)[169]
- ESPY Awards
  - Best WWE Moment (edizione 2022) – Il ritorno a WrestleMania 38[170]
- Global Force Wrestling
  - GFW NEX*GEN Championship (1)
- National Wrestling Alliance
  - NWA Worlds Heavyweight Championship (1)
- New Japan Pro-Wrestling
  - IWGP United States Championship (1)
- New York Post
  - Match of the Year (2022) - vs. Seth Rollins a Hell in a Cell[171]
- North East Wrestling
  - NEW Heavyweight Championship (1)
- Ohio Valley Wrestling
  - OVW Southern Tag Team Championship (2) – con Shawn Spears
  - OVW Heavyweight Championship (1)
  - OVW Television Championship (1)
  - 4° OVW Triple Crown Champion
- Pro Wrestling Illustrated
  - Most Improved (2008)
  - Match of the Year (2019) - vs. Dustin Rhodes a Double or Nothing
  - 7º tra i 500 migliori wrestler singoli nella PWI 500 (2020)[172]
  - 1º tra i 500 migliori wrestler singoli nella PWI 500 (2024)[173]
- Ring of Honor
  - ROH World Championship (1)
  - ROH World Six-Man Tag Team Championship (1) – con gli Young Bucks
  - Wrestler of the Year (2017)
  - Feud of the Year (2018) - vs. Kenny Omega
- Sports Illustrated
  - Male Wrestler of the Year (2018)
- What Culture Pro-Wrestling
  - WCPW Internet Championship (1)
- WWE
  - WWE Championship (2)[5]
  - WWE Intercontinental Championship (2)
  - WWE Crown Jewel Championship (1)
  - WWE Raw Tag Team Championship (4)[174] – con Goldust (2), Drew McIntyre (1) e Jey Uso (1)
  - WWE SmackDown Tag Team Championship (1) – con Jey Uso
  - World Tag Team Championship (3) – con Ted DiBiase Jr. (2) e Hardcore Holly (1)
  - Royal Rumble (edizione 2023 e 2024)[12][13]
  - King of the Ring (edizione 2025[175])
  - Triple Crown Champion
  - Slammy Award (5)
    - Outstanding Achievement of Baby Oil Application (edizione 2010)
    - Tag Team of the Year (edizione 2013) - con Goldust
    - Male Superstar of the Year (edizione 2024)
    - Best Entrance of the Year (edizione 2024)
    - Rivalry of the Year (edizione 2024) - vs. Roman Reigns
- Wrestling Observer Newsletter
  - Worst Gimmick (2015) - Stardust

### Wrestling amatoriale
- Georgia State University
  - Campione nella classe di peso degli 85 kg (2003–2004)

## Filmografia

### Cinema
- Una pallottola spuntata (The Naked Gun), regia di Akiva Schaffer (2025)

### Televisione
- Warehouse 13 - serie TV, 1 episodio (2010)
- Arrow - serie TV, 7 episodi (2016)
- WAGS Atlanta - reality show, 8 episodi (2018)

### Doppiaggio
- Scooby-Doo! e WWE - La corsa dei mitici Wrestlers Scooby-Doo! and WWE: Curse of the Speed Demon), regia di Tim Divar (2016)
- The Jetsons & WWE - Robo-WrestleMania! The Jetsons & WWE - Robo-WrestleMania!), regia di Antony Bell (2017)
- Captain Laserhawk: A Blood Dragon Remix – serie TV (2023)